# Beleg van Leiden (1573-1574)
Het Beleg van Leiden was de belegering van Leiden door het Spaanse leger tijdens de eerste fase van de Tachtigjarige Oorlog, de Nederlandse Opstand. De belegering vond plaats van 30 oktober 1573 tot 3 oktober 1574, met een onderbreking van twee maanden in het voorjaar van 1574. Het beleg eindigde met de bevrijding van de stad.
De Nederlandse Opstand was in 1573 door de Spaanse landvoogd Alva bijna in de hele Nederlanden neergeslagen. Alleen in delen van Holland en Zeeland hield het verzet nog stand. In oktober 1573 werd de opstandige Hollandse stad Leiden het volgende doelwit van Alva. Generaal Francisco de Valdez had de leiding over de belegering en liet de stad met een ring van forten en schansen, afsluiten van de buitenwereld, met de bedoeling het door verhongering tot overgave te dwingen.
In een poging om de Spaanse troepen van Leiden weg te lokken, riep de Nederlandse opstandelingenleider Willem van Oranje de hulp in van zijn broer Lodewijk van Nassau. Lodewijk voerde met een leger een afleidingsmanoeuvre uit in het oosten van de Nederlanden en bang dat hun toevoer doorsneden zou worden, hieven de Spanjaarden de belegering op en trokken naar het oosten. Bij Mook volgde in april 1574 een veldslag waarin het leger van Lodewijk van Nassau verpletterend werd verslagen. Vlak erna hervatten de Spanjaarden de belegering van Leiden.
De voedselsituatie in de stad werd, in de maanden die volgden, nijpend en de bevolking dreigde gaandeweg te verhongeren. Vanwege het belang van Leiden voor het voortbestaan van de opstand en vanwege het ontbreken van alternatieven, stemden de Staten van Holland in met het voorstel van Oranje om een groot deel van het zuiden van Holland onder water te zetten om zo de Spaanse troepen te verdrijven. 
Ruim een maand na het doorsteken van de dijken was het water voldoende gestegen en trok een vloot van gewapende platbodems, bemand met geuzen en huurlingen, over het water richting de omsingelde stad. In de nacht van 2 op 3 oktober verliet het Spaanse leger de laatste schans te Lammen en was Leiden ontzet. De dag erop voeren de geuzen met bootjes de stad binnen en deelden ze voedsel uit aan de hongerige bevolking. Ter herdenking van de belegering en het ontzet wordt in Leiden ieder jaar op 3 oktober Leidens Ontzet gevierd.

## Voorgeschiedenis

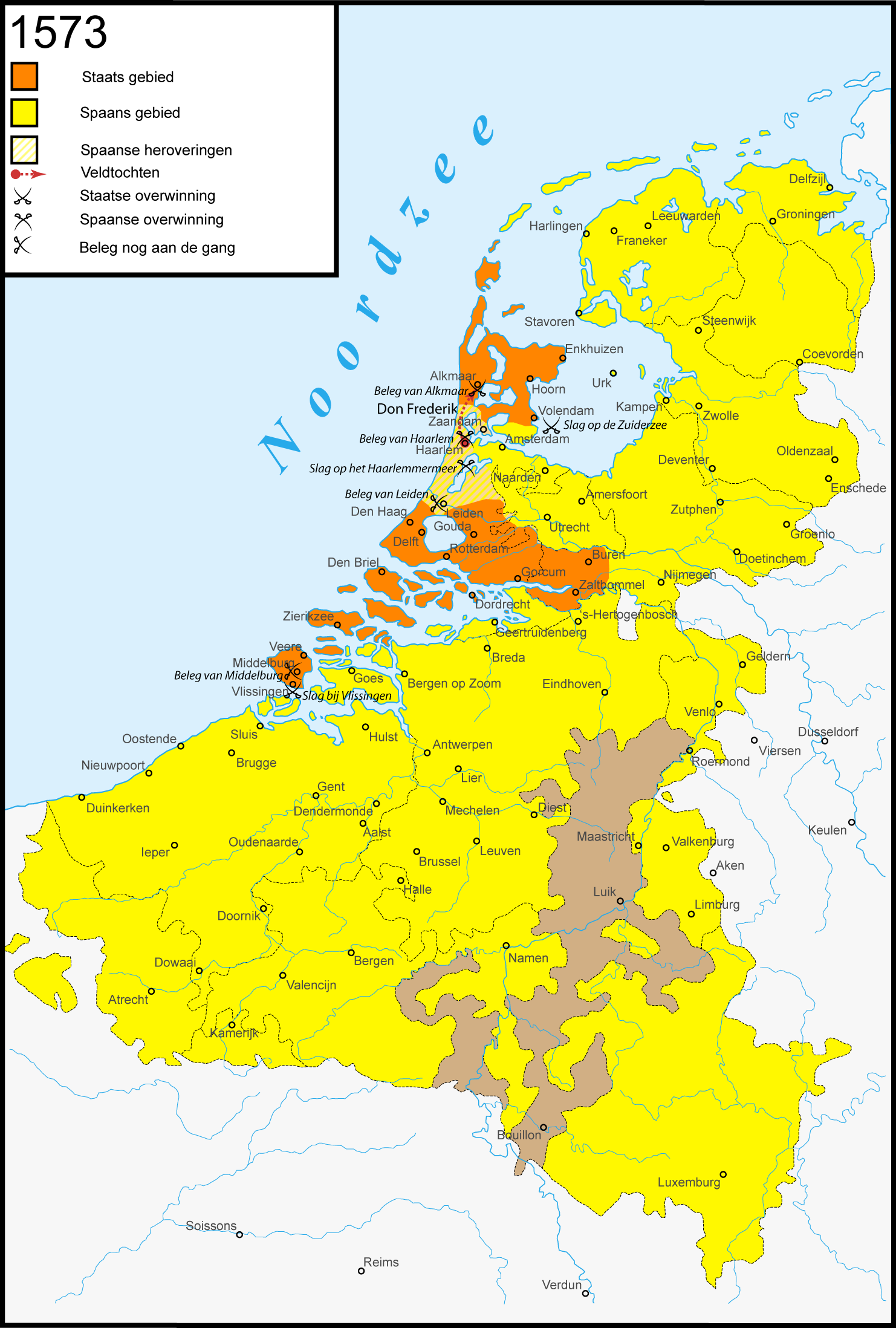
De Nederlanden in het jaar 1573. De Opstand beperkte zich toen nog tot Zeeland en Holland.

In de tweede helft van de 16e eeuw kreeg de reformatie voet aan de grond in de Nederlanden. Op gezag van de katholieke Spaanse koning, en heer van de Nederlanden, Filips II, werd de nieuwe religie onderdrukt. De onvrede die daardoor ontstond werd versterkt door de centraliseringsdrang van Filips II, en de economische malaise. Met de beeldenstorm kwam het in 1566 tot een uitbarsting. Daarop benoemde Filips II de hertog van Alva tot landvoogd van de Nederlanden met de opdracht om orde op zaken te stellen.
Alva kwam in 1567 in de Nederlanden aan met een leger van 10.000 man. Zijn harde aanpak had een averechts effect, en protestanten en gematigde katholieken kwamen tegen hem in verzet onder leiding van Willem van Oranje. Aanvankelijk leden de opstandelingen nederlagen, maar in 1572 slaagden de watergeuzen er in om Den Briel te veroveren. Vanuit die stad werden andere steden in Zeeland en Holland, al dan niet met geweld, overgehaald zich aan te sluiten bij de opstand. Gaandeweg volgden steeds meer steden in de rest van de Nederlanden hun voorbeeld.
Alva en zijn zoon Don Frederik begonnen datzelfde jaar een strafexpeditie tegen de opstandige steden. Daarbij werden Mechelen, Zutphen en Naarden bruut geplunderd. Bang geworden, gaven veel steden zich zonder slag of stoot over. Alleen steden in Holland en Zeeland staakten hun verzet niet; de opstand was daar al diep geworteld. Voor hen was een grens overschreden en op genade van de Spaanse overheid kon niet meer gerekend worden. Daarom volhardden zij in hun strijd in plaats van zich over te geven.
Don Frederiks snelle opmars haperde begin 1573 bij Haarlem. Het kostte hem ruim zeven maanden om de stad in te nemen en na afloop werden het garnizoen en prominente burgers omgebracht. Hierna richtte hij zijn aanval op het noordelijk deel van Holland, maar zijn volgende belegering, bij Alkmaar, mislukte, doordat de opstandelingen het land rond de stad onder water zetten. Het strategisch gelegen Leiden werd het volgende doelwit en Alva gaf zijn generaal Valdez de opdracht om de stad in te sluiten.

## Situatie in Holland en Zeeland

### Leiden in het midden van de 16e eeuw

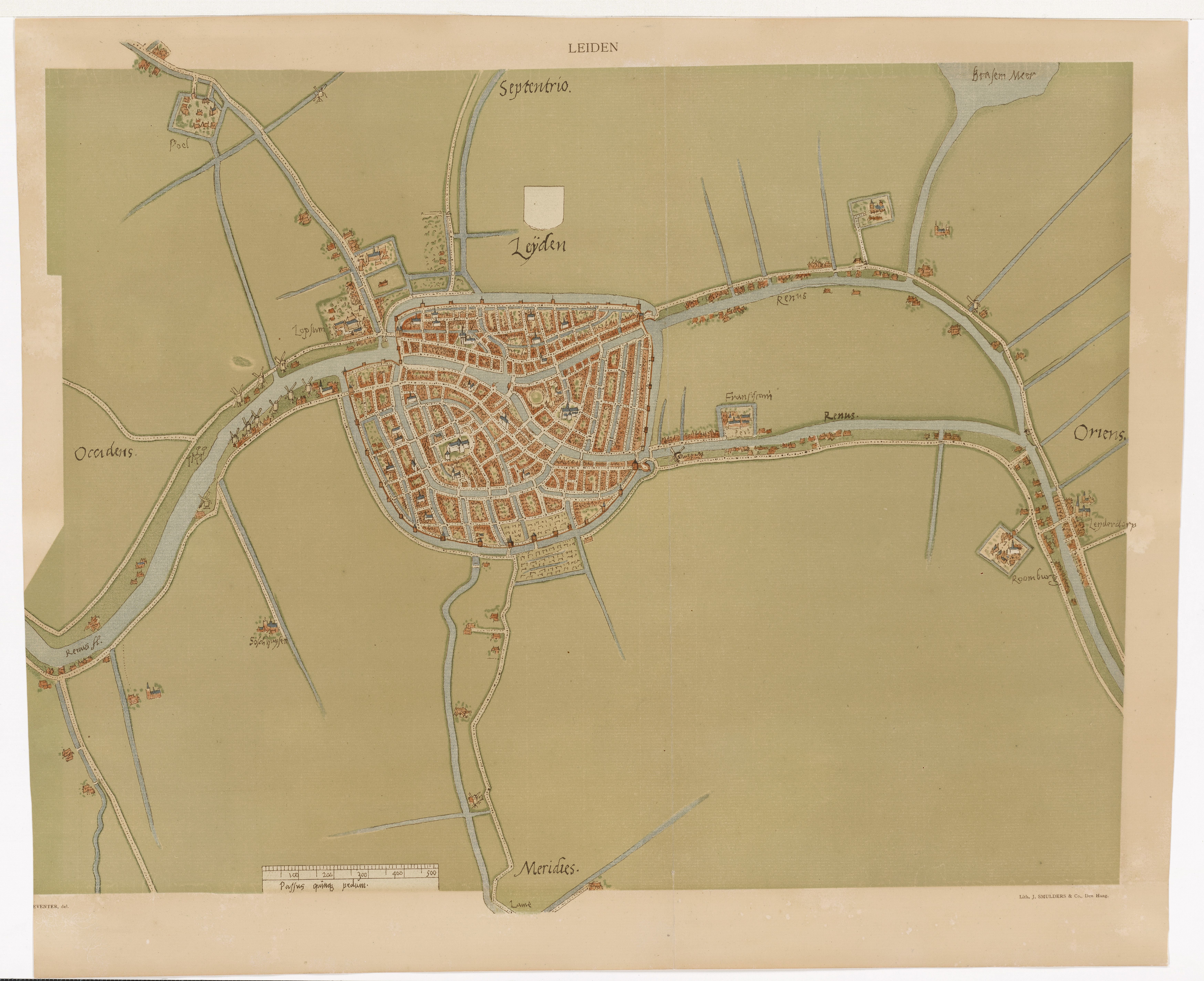
Leiden en omgeving in het derde kwart van de zestiende eeuw, door Jacob van Deventer.

Leiden was een van de belangrijke steden van Holland en had zijn groei en welvaart te danken aan de lakenindustrie waarvan het hoogste productieniveau in de eerste decennia van de 16e eeuw werd bereikt. Vanwege allerlei oorzaken zette de lakenindustrie daarna een daling in, en kwam tegen 1560 zelfs tot stilstand. Door het wegvallen van werk nam verpaupering in de 16e eeuw in hoog tempo toe.
Leiden telde tijdens het beleg tussen de veertien- en vijftienduizend inwoners. De stad had voornamelijk ouderwetse laat-middeleeuwse verdedigingswerken, bestaande uit rechte muren en halfronde muurtorens, en was omgeven door een gracht. Het stadsbestuur liet, gezien de politieke omstandigheden, uit voorzorg vier schansen rond de stad bouwen om gevaar vroegtijdig te kunnen signaleren en te weerstaan. De schansen lagen aan de Poelbrug, bij Ter Wadding, op de Steenweg naar Rijnsburg en bij Lammen.
Hoewel meerdere stadsbestuurders de regering van Filips II actief steunden, koos Leiden in 1572 de kant van de opstandelingen. Dat was voornamelijk het werk van enkele voormalige ingezetenen die de stad in 1567 hadden verlaten vanwege de repressie die volgde op de Beeldenstorm, en die in juni 1572 terugkeerden. Vooral Pieter Adriaansz. van der Werff, Jan Cornelisz. Paedts van Santhorst, Huych Jansz. van Alckemade en Willen Jan Reyersz. van Heemskerck speelden een grote rol in de beslissing om aan te sluiten bij de opstandelingen. Kort daarna kwamen de geuzenlegers de stad binnen en werden kerken en kloosters geplunderd. De eerste gereformeerde dienst werd op 20 juli 1572 gehouden in de Vrouwekerk.
Als reactie op de antikatholieke maatregelen verlieten veel katholieken de stad, evenals een aantal regeringsgezinden, onder wie zestien leden van de bestuurlijke elite, de zogenaamde ‘glippers’. De vrijgekomen plaatsen in het bestuur werden opgevuld door opstandelingen, maar een streng gereformeerde signatuur kreeg het stadsbestuur niet. Een aantal glippers keerde terug, nadat zij op 6 september 1572 gewaarschuwd werden dat hun bezittingen geconfisqueerd zouden worden als zij wegbleven. Ze keerden niet allemaal terug; uit teruggevonden rekeningen blijkt dat van tachtig personen de goederen werden geconfisqueerd, maar het werkelijke aantal ligt waarschijnlijk hoger. Toen Spaanse troepen de stad naderden, vluchtten opnieuw katholieke inwoners de stad uit.
De schutterij vormde de ruggengraat van de verdediging. Zij telde 600 leden die tijdens de belegering werden ondersteund door enkele honderden vrijwilligers of vrijbuiters. De vrijbuiters werden geleid door Andries Allertsz en, na diens dood, door Jan van der Does. Daarnaast beschikte de militaire gouverneur van Leiden, George de Montigny, heer van Noyelles, tijdens het eerste beleg over 800 Waalse soldaten. De militair gouverneur tijdens het tweede beleg was Dirk van Bronkhorst die na zijn dood werd vervangen door Jan en zijn aanverwant Jacob van der Does. De vier burgemeesters ten tijde van de belegering waren Pieter van der Werff, Cornelis van Noorden, Cornelis van Zwieten en Jan Halfleiden. Zij waren over het algemeen gematigd in hun optreden, alleen Van der Werff was een fanatieke voorvechter van de opstand.

### Het Spaanse leger in de Nederlanden

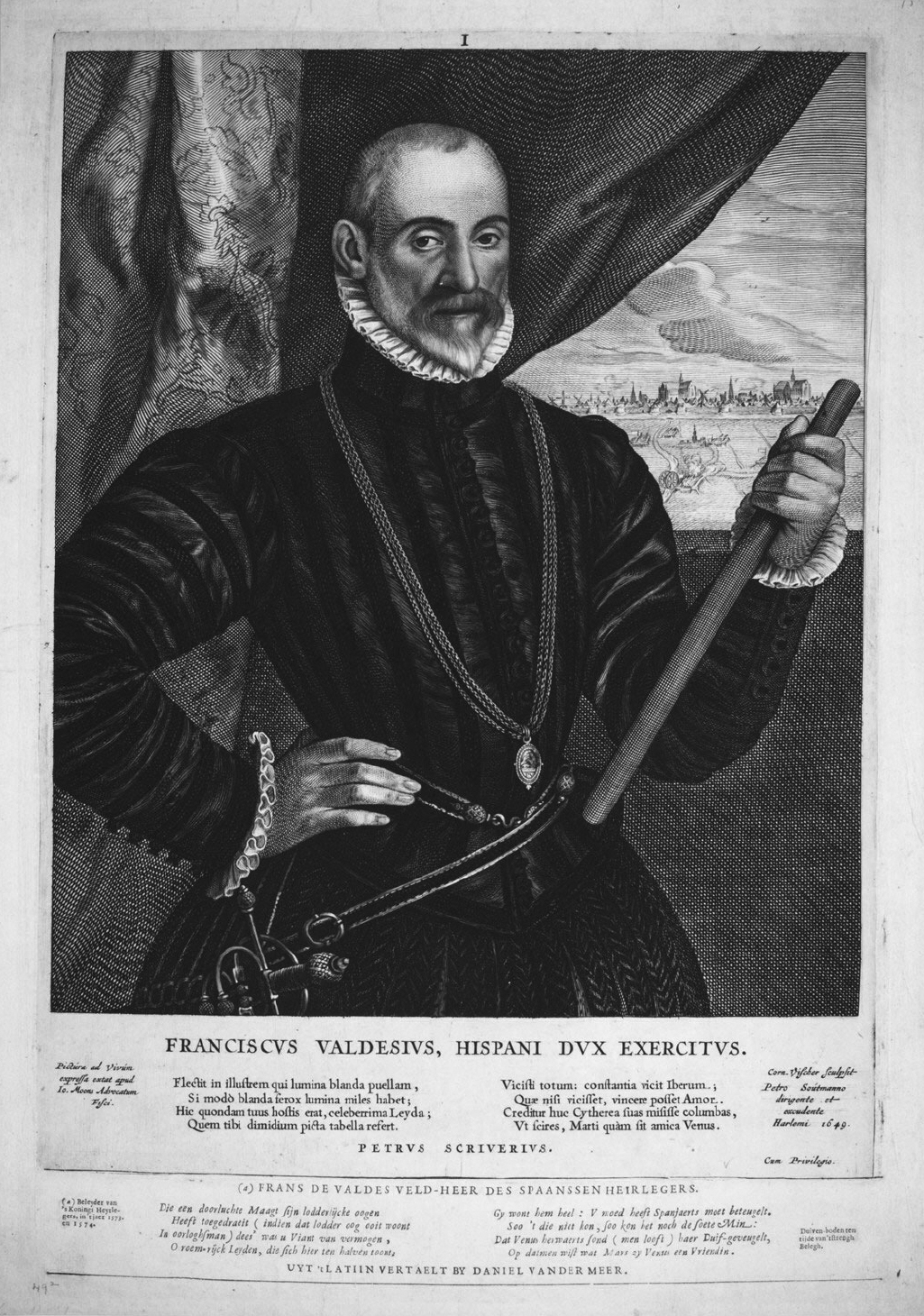
Francisco de Valdez, prent uit 1649, door Cornelis Visscher. De Valdez had als Spaans generaal de leiding over de belegering.

De Spaanse koning Filips II wilde de Opstand in de Nederlanden zo snel mogelijk breken. Hij en zijn adviseurs waren bang dat anders ook in andere Spaanse bezittingen, zoals Napels en Milaan, een opstand zou uitbreken. Met krachtig optreden dachten zij dit te kunnen bereiken. Het leger werd daarom uitgebreid om maximale militaire druk te kunnen uitoefenen. De kosten hiervan waren enorm, maar de regering verwachtte dat het verzet snel gestaakt zou worden. Het lukte Alva echter niet om de opstand snel te onderdrukken, waardoor de oplopende kosten leidden tot financiële problemen. De regering in Brussel was voor de betaling van het leger vrijwel volledig afhankelijk van geldzendingen uit Spanje. Het geld dat binnenkwam was lang niet voldoende om de kosten te dekken. De betalingsachterstand van soldij was in augustus 1573 opgelopen tot 7,5 miljoen florijnen.
Het Spaanse leger in de Nederlanden bestond in maart 1574 uit 86.000 manschappen en was daarmee het grootste leger van het 16e-eeuwse Europa. Het was een huurlingenleger, waarin naast huursoldaten uit Spanje en de Nederlanden ook Duitsers dienden, dus mannen uit de andere delen van het Heilige Roomse Rijk. Van het totaal aantal manschappen bestond zo’n 12.000 man uit cavalerie. De manschappen uit Spanje vormden de elitetroepen in de Nederlanden. Zij waren ervaren strijders en de kans op desertie was kleiner dan bij huurlingen uit andere landen, vanwege de grote afstand naar hun thuisland. In 1573 kwamen 3000 van hen vanuit Italië, via de Spaanse weg, aan in de Nederlanden. In het veld was het Spaanse leger superieur aan het opstandelingenleger en de infanterie was, volgens historicus J.W. Wijn, de beste van Europa.
Het Spaanse leger had tijdens de jaren zeventig van de 16e eeuw te maken met grote verliezen. Een deel werd veroorzaakt door ziekte en sterfte, maar het grootste deel kwam door desertie. De troepen hadden voortdurend te maken met honger en andere tegenslagen. Tussen mei 1572 en augustus 1573 verloor de Spaanse infanterie gemiddeld 2 procent van de manschappen per maand. Tussen maart 1574 en mei 1576 was dit maandelijks 1 procent. Onder de niet-Spanjaarden was het verlies nog groter.

## Eerste beleg

### Omsingeling en verloop

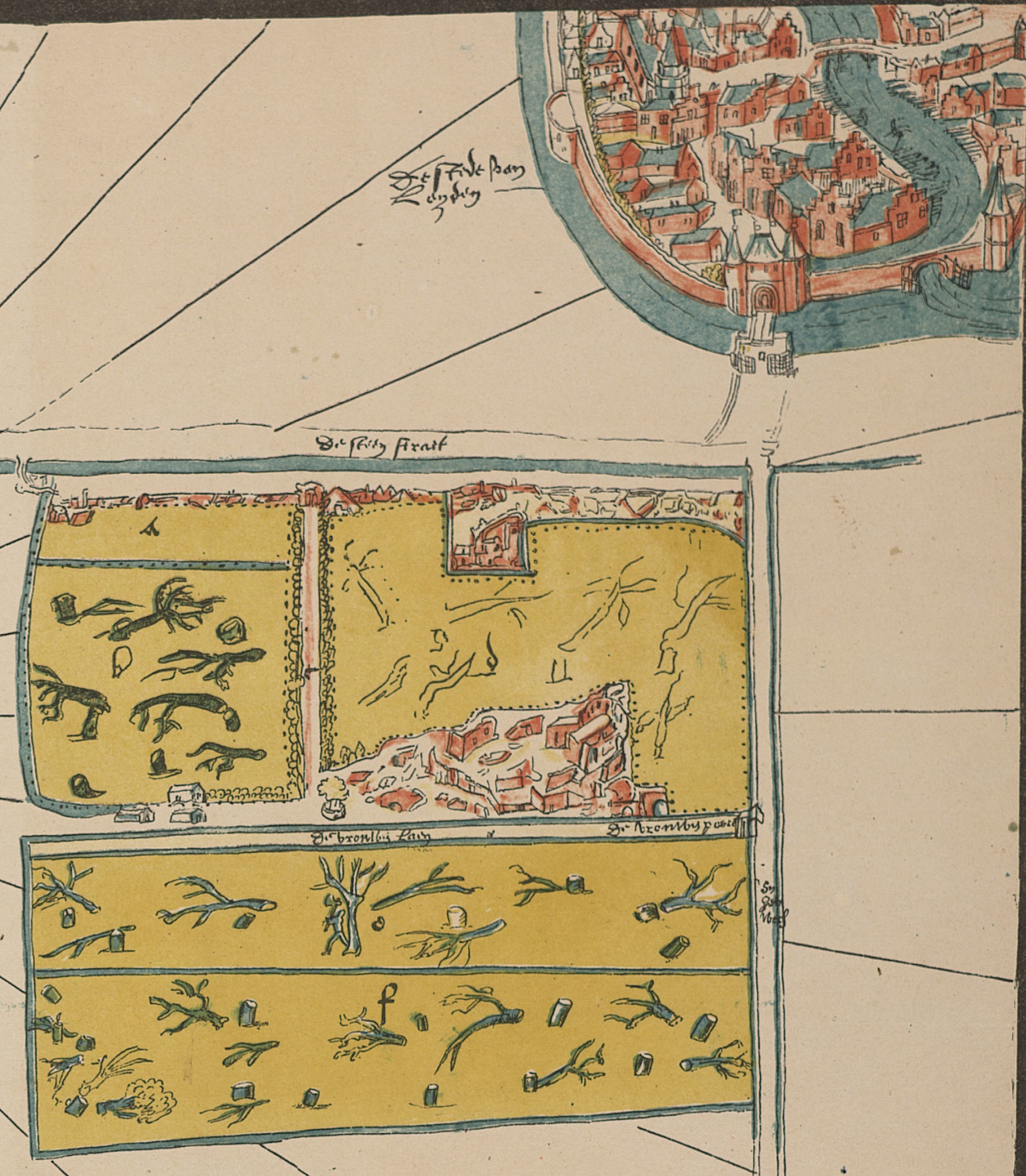
Boomgaard behorende bij klooster Lopsen, net buiten de Rijnsburgerpoort werd in 1573 gekapt, zodat voedsel niet in Spaanse handen kon vallen. Een man begint in het midden aan het kappen van de laatste boom. Door Lucas Arentsz. in 1573.

Rekening houdend met een naderende belegering, verordonneerde het stadsbestuur in november 1572 in overleg met Willem van Oranje, het neerhalen van alle boomgaarden, tuinen, huizen en schuren buiten de stadsgracht. Het voorkwam dat Spanjaarden daarin beschutting zouden zoeken, en de stad kreeg een vrij schootsveld. Hierna werd alles tot een halve mijl, of een half uur gaans, van de stad verwijderd. In een volgende fase werden kastelen, kloosters en kalk- en steenovens in een ruime omtrek van de stad gesloopt. Restanten werden zoveel mogelijk naar de stad gebracht zodat die niet in handen van de tegenstander konden vallen. Om de voedselvoorziening niet in gevaar te brengen bleven de korenmolens draaien zolang de vijand niet in de buurt kwam. Toen de Spanjaarden Leiden naderden, werden de houten standaardmolens snel ontmanteld en binnen de stad op de wallen herbouwd.
Het Spaanse leger splitste zich na de mislukte belegering van Alkmaar op en een deel zette onder Romero door naar Rijnland. Daar trok het via Wassenaar en 's-Gravenzande naar het onvoltooide fort van Maassluis. De opmars verliep zo snel dat de Spanjaarden Marnix van Sint-Aldegonde, een belangrijke medewerker van Oranje, bij Maassluis gevangen konden nemen. Na Maassluis namen zij Vlaardingen in. Valdez zelf ging naar Den Haag en Delft. De eerste stad nam hij zonder problemen in, maar de aanval op Delft mislukte. Daarop sloeg hij op 30 oktober een beleg om Leiden.
De eerste fase van de belegering bestond uit het bezetten van het omliggende platteland. Valdez betrok de bestaande schansen rondom de stad en liet ook nieuwe schansen oprichten. Hij vormde de dorpen Leiderdorp, Zoeterwoude, Leidschendam en Voorschoten om tot forten met wallen en grachten. Objecten in en rond de dorpen liet hij afbreken zodat de vrijgekomen materialen gebruikt konden worden bij de bouw.
Binnen enkele weken was Leiden bijna volledig van de buitenwereld afgesloten. Aan de noordzijde was Leiden vanuit Haarlem en Amsterdam niet bereikbaar door de Spaanse bezetting van de Haarlemse en Leidse meren. Via de Oude Rijn ten westen en oosten was de stad ook niet te bereiken. Alleen vanuit het zuiden, aan de kant van Gouda en Delft, was het door het waterrijke gebied nog enigszins mogelijk van en naar de stad te reizen. Zo konden boodschappers nog over en weer gestuurd worden, hoewel dat levensgevaarlijk was. Beide partijen vernielden kloosters en kastelen om te voorkomen dat de tegenpartij er voordeel uit kon halen. Zo werden de abdij van Loosduinen, de abdij van Leeuwenhorst en het kasteel Keenenburg door de opstandelingen gesloopt. De Spanjaarden op hun beurt staken het Huis te Warmond in april 1574 in brand.
Tijdens het eerste beleg was de voedselvoorziening in de stad redelijk. Leiden bezat een voorraad graan die groot genoeg was om een lange belegering uit te kunnen zitten. Het graan, dat bedoeld was voor het geval Haarlem ontzet zou worden, was blijven liggen toen Haarlem in Spaanse handen viel. Binnen de stad bevonden zich veel gevluchte boeren die hun vee hadden meegebracht. De koeien konden overdag buiten de poorten geweid worden, omdat de Spanjaarden ver genoeg weg waren. De belegerden verzamelden ook stiekem hooi uit de omgeving voor de paarden in de stad.
Door de ruime aanwezigheid van voedsel heerste gedurende de vijf maanden die de eerste belegering duurde, geen hongersnood in de stad. Om voedsel te besparen mochten naar de stad gevluchte personen vanaf 3 januari 1574 uit de stad vertrekken. Eind januari begon de stad met uitdeling van brood aan de armen. Vanaf 5 maart 1574 kon iemand die wilde vertrekken zelfs een paspoort krijgen. In het voorjaar legden warmoezeniers kooltuinen vlak onder de wallen aan. Van deze kooltuinen zou dankbaar gebruik gemaakt worden tijdens de tweede belegering.
Anders dan bij Haarlem en Alkmaar, kozen de belegeraars ervoor de stad niet actief te belegeren. Niet beschieten en aanvallen, maar uithongeren werd de aanpak. Het ontbrak hun aan kanonnen van zwaar kaliber, en daarnaast leerde de ervaring met Haarlem en Alkmaar dat een actieve belegering de overwinning niet dichterbij bracht. De afwachtende houding van de Spanjaarden leidde tot verwarring bij de opstandelingen. Willem van Oranje gaf op 17 november vanuit Delft aan, dat hij niet wist wat de Spaanse bedoelingen waren en op welke stad ze het hadden voorzien, omdat hij geheel omsingeld en omringd was door vijanden.
Kort na het begin van de belegering, in december 1573, werd Alva, na zes jaar dienst in de Nederlanden, teruggeroepen. Zijn aanpak had niet gewerkt. Zijn opvolger was Don Luis de Requesens, die op dat moment gouverneur van Milaan was en die een gematigder beleid moest voeren.

### Noodmunten

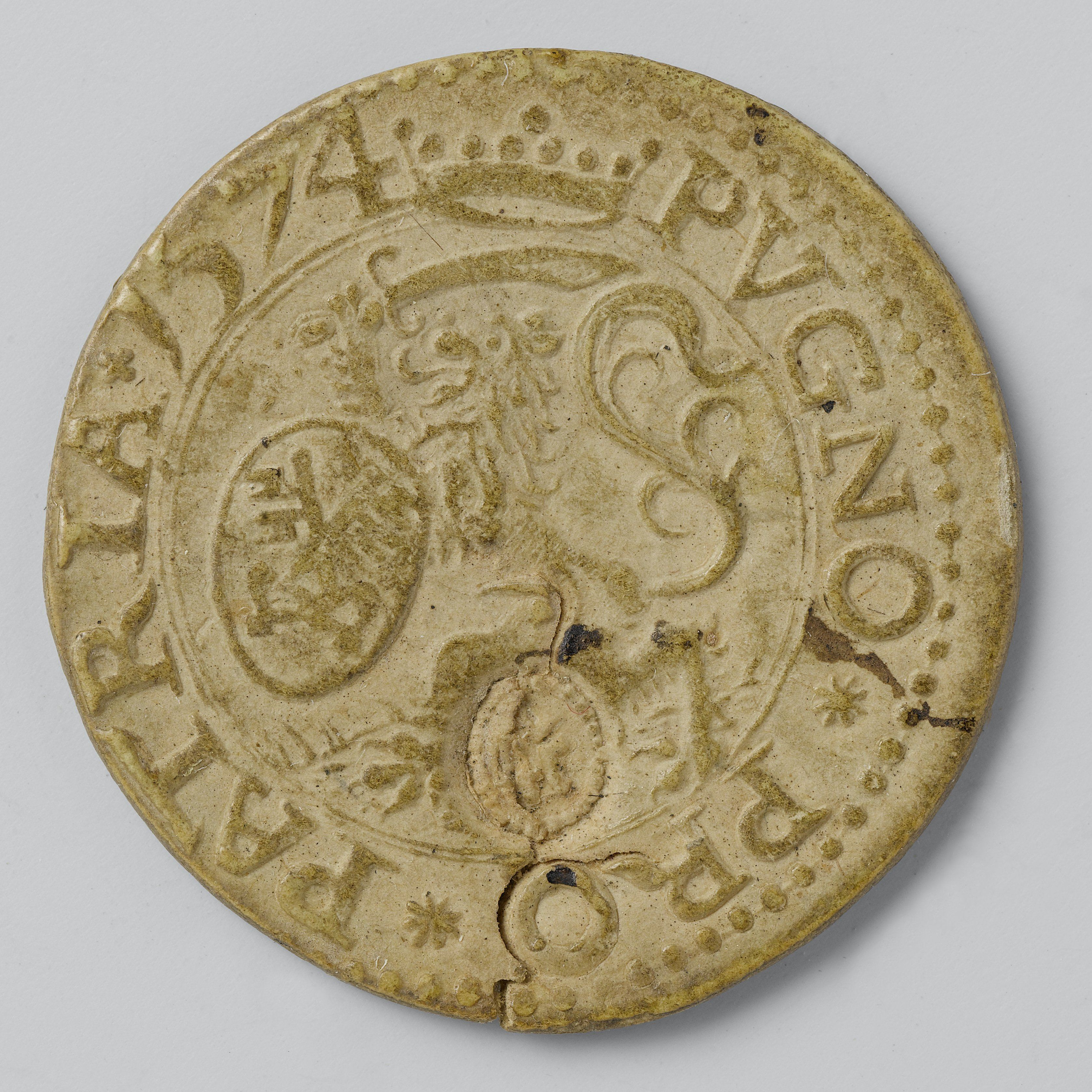
Papieren noodmunt van een kwart gulden uit 1574, gemaakt van oud samengeperst drukwerk.

Tijdens de belegering had het stadsbestuur een tekort aan contant geld, waardoor betalingen voor de verdediging in het gedrang dreigden te komen. De steden Haarlem, Middelburg en Alkmaar hadden dat probleem tijdens die belegeringen aangepakt door noodmunten te slaan, maar Leiden had gebrek aan edelmetaal en bezat geen munthuis. De Leidenaren bedachten de oplossing om noodmunten te maken van papier. Een primeur, niet alleen voor Nederland maar voor heel Europa.
Op 6 december 1573 vroeg Leiden toestemming om de munten te slaan aan Willem van Oranje, die op 12 december toestemming verleende. Meteen daarna gaf het stadsbestuur opdracht om muntstempels te snijden, dopbeitels te vervaardigen en vellen van drukwerk aan elkaar te lijmen tot dikke platen. Daarvoor werden onder meer boeken gebruikt met religieuze Latijnse teksten, zoals misboeken. Uit de platen werden vervolgens rondellen gedopt, waaruit met behulp van de stempels de munten werden geslagen. Het betrof munten van een gulden en munten van een kwart gulden.
Op 19 december bracht de stad de eerste guldens in omloop en op 24 december volgden de eerste kwart guldens. In totaal liet Leiden 8000 guldens en iets meer dan 35.000 kwart guldens slaan. Op 16 januari 1574 werden de eerste vervalsingen gesignaleerd. Het stadsbestuur riep alle burgers op hun papieren munten naar het stadhuis te brengen om ze te laten controleren en te laten kloppen om de echtheid aan te geven. Hierbij werden 11 valse guldens en 22 valse kwart guldens aangetroffen. Naast papieren munten waren ook koperen noodmunten in omloop gebracht.
Na het terugtrekken van de Spanjaarden in het voorjaar van 1574, kondigde de stad aan dat zij van plan was het papieren geld in te trekken en zilverstukken in de plaats te geven. Daartoe werden zilveren munten ergens in de tweede helft van maart geslagen. Voor de productie ervan werd zilver gebruikt dat stadseigendom was en zilver dat ingezameld was bij kerken en gilden. De munten zijn in een kleine oplage uitgegeven, waarschijnlijk doordat Oranje er niet mee instemde dat de stad ze wilde uitgeven boven de intrinsieke waarde.
Het inwisselen van de papieren munten kon vanaf 28 maart. De meeste burgers boden een klein bedrag aan en kregen een vergoeding in natura, bestaande uit brood, rijst, vis of erwten. Inwoners die een groot bedrag wilden inwisselen werden contant uitbetaald. Voor ongeveer 4500 gulden aan papiergeld werd niet ingewisseld. Mogelijk zijn de betreffende munten niet door het stadsbestuur verspreid. Het kan ook zijn dat munten verloren gegaan zijn of worden bewaard in openbare, dan wel particuliere verzamelingen. Op 30 maart werden de koperen munten ingetrokken.
Bij de tweede belegering liet het stadsbestuur nieuwe zilveren munten slaan. De koperen munten werden weer in omloop gebracht, maar nu tegen een lagere waarde: ze waren geklopt waarmee werd aangegeven dat ze de waarde hadden van een achtste stuiver. Na afloop van de belegering zijn alle koperen munten ingetrokken.
Vanwege de fascinatie voor de geschiedenis van Leiden en de Opstand, zijn na afloop van het beleg fantasie-noodmunten gemaakt. Het merendeel is van papier of karton en, hoewel ze veelal overeenkomsten vertonen met de originele noodmunten, wijken ze qua stijl en formaat nogal af van de stukken die in officiële archivalische bronnen genoemd worden.

## Afleiding en deSlag op de Mookerheide

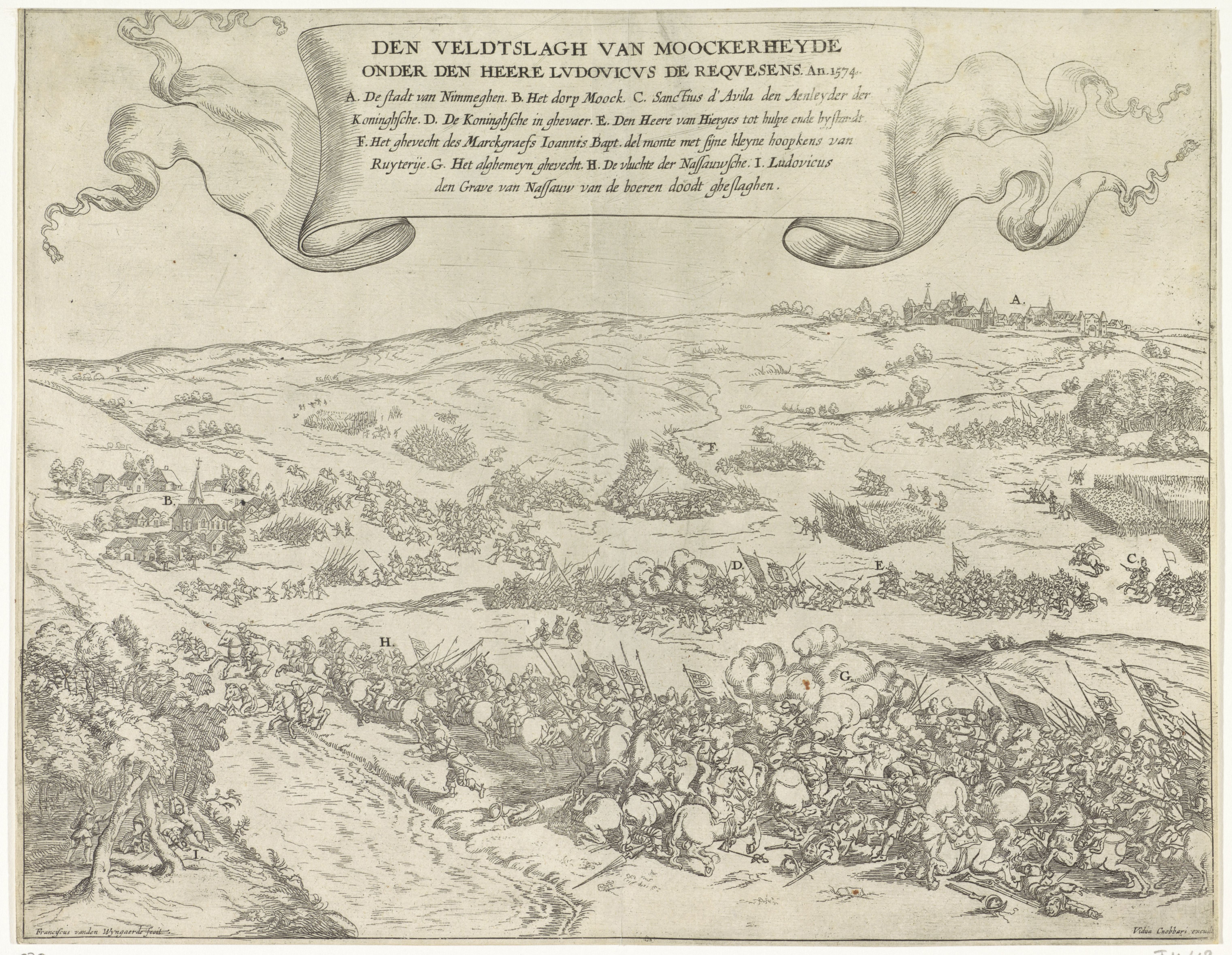
Het eerste beleg van Leiden werd opgeheven na dreigingen van Lodewijk van Nassau in het oosten van de Nederlanden. Zijn leger werd verpletterend verslagen door een snel oprukkend Spaans leger bij de Slag op de Mookerheide, op 14 april 1574. Ets van Frans van den Wijngaerde, 1643 - 1645.

Willem van Oranje had geen mogelijkheden om de belegeraars bij Leiden aan te vallen. Hij had onvoldoende manschappen voorhanden en het Spaanse leger zat te goed verschanst. Willem vroeg zijn broer Lodewijk van Nassau om als afleidingsmanoeuvre met een leger de zuidelijke stad Maastricht aan te vallen, in de hoop zo de Spanjaarden weg te lokken van Leiden. In februari 1574 trok Lodewijk van Nassau met zijn troepen vanuit het huidige Duitsland naar Maastricht, maar kon de vestingstad door het sterke garnizoen en de goede bevoorrading niet veroveren.
Noodgedwongen verliet Lodewijk de omgeving van Maastricht en trok langs de oostelijke oever van de Maas naar het noorden. Het plan was dat hij zich bij Willem van Oranje zou voegen. Willem adviseerde Lodewijk om bij Varik de Maas over te steken. Dat bericht zou zijn broer echter niet meer bereiken. Op 14 april 1574 stuitte hij bij verrassing op Spaanse troepen onder leiding van Sancho d'Ávila. Deze waren bij Grave via een tijdelijke schipbrug de Maas overgestoken en sneden Lodewijk iets zuidelijker bij Mook de pas af. Zowel Lodewijk als Willems jongere broer Hendrik van Nassau sneuvelde in de Slag op de Mookerheide, die toen ontstond.
Valdez, door Oranjes strategie bang geworden dat hij van bevoorrading zou worden afgesneden, had intussen het beleg van Leiden opgebroken en was met zijn troepen naar het oosten getrokken. Op 22 maart was er ook in de omgeving van Den Haag geen Spaanse soldaat meer te zien. Valdez was echter te laat om zich op de Mookerheide bij de troepen van d'Avila te voegen. Zoals de Spaanse troepen gewend waren, eisten ze na de overwinning bij Mook hun soldij op. Het was echter gezien de financiële problemen onmogelijk hen meteen uit te betalen, waardoor muiterij uitbrak. Bijna was Valdez om het leven gebracht, maar hij wist de manschappen met succes weer in het gareel te krijgen.
Toen alle Spaanse troepen waren weggetrokken, ontsloeg Leiden het garnizoen van Waalse huursoldaten en gaf opdracht enkele schansen dicht bij de stad te slechten. Ondanks aandringen van Willem van Oranje, liet het stadsbestuur na om de voedselvoorraden weer op peil te brengen. Het was ook niet eenvoudig om aan voedsel te komen. De oogsttijd moest nog komen, de landerijen rondom Leiden waren geruïneerd en er kon geen graan van Amsterdam worden gekocht, omdat die stad regerings-/Spaans gezind was. Valdez was op de hoogte van de krappe voedselsituatie in de stad en wilde de situatie uitbuiten.

## Tweede beleg

### Insluiting

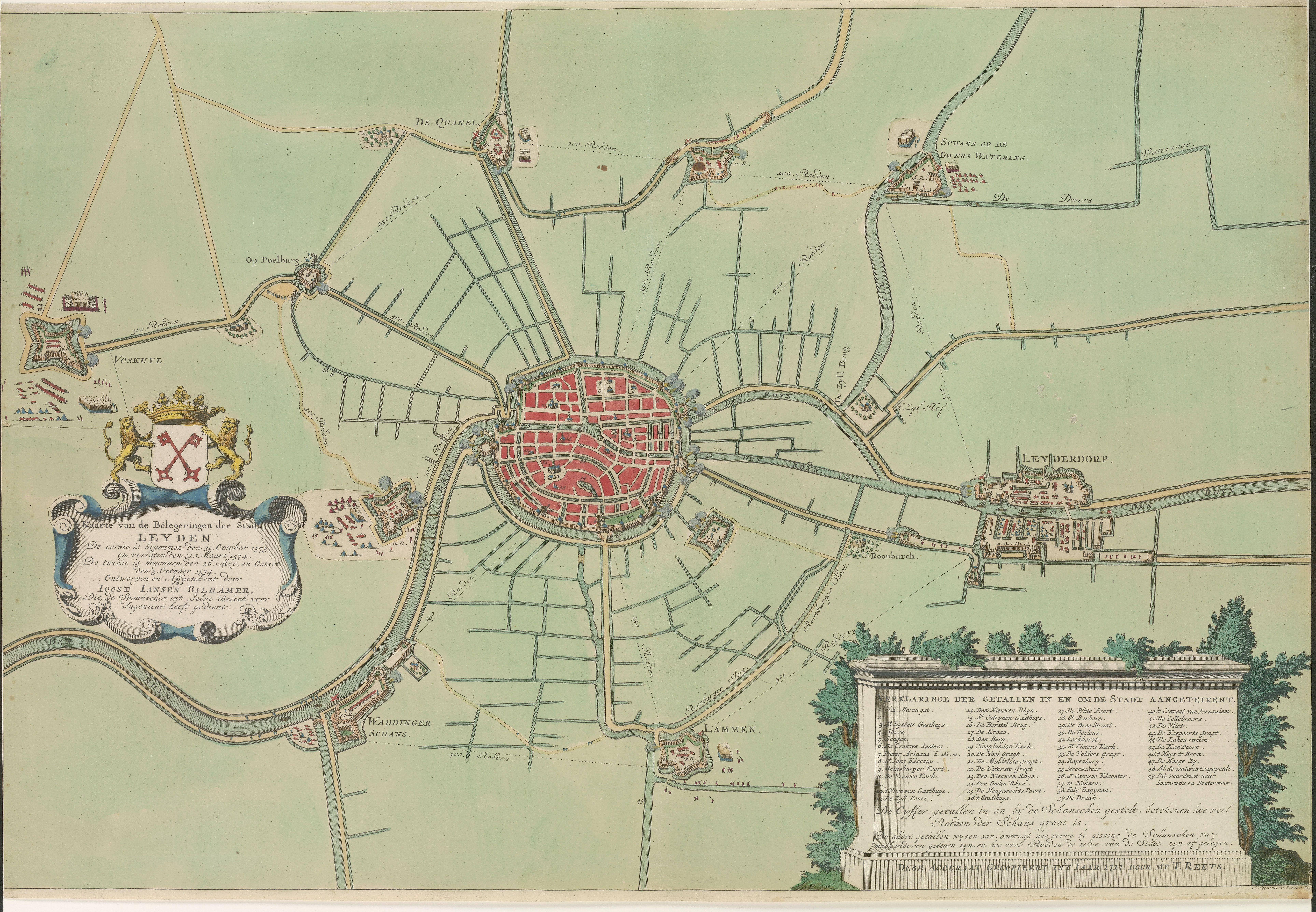
De Bilhamerkaart met de omsingeling van Leiden, gemaakt door Bilhamer ten tijde van het beleg. Bilhamer was een weg- en waterbouwkundige voor het Spaanse leger en heeft wegen, waterlopen en schansen gedetailleerd afgebeeld op de kaart. Kopie van T. Reets uit 1717 naar een origineel van Bilhamer.

Na de slag bij Mook pakten de Spanjaarden de belegering van Leiden snel weer op. Via Rhenen, Montfoort, Woerden, Alphen en Zoeterwoude keerde Valdez terug naar de omgeving van Leiden. De verovering van het versterkte Alphen door de Spanjaarden was zwaar bevochten en onder de Engelse verdedigers vielen veel doden. Rond 18 mei 1574 verschenen de eerste soldaten aan de oostzijde van de stad. Vanuit meerdere kanten rukten de Spaanse troepen op, via de duinen vanuit Haarlem, via het Haarlemmermeer richting Leiderdorp, via de Rijn bij Schoonhoven en via de zijde van Alphen aan den Rijn. Hierdoor zagen de verdedigers zich gedwongen de krachten te verdelen. De Spanjaarden bezetten in de nacht van 25 op 26 mei opnieuw de belegeringswerken, die de opstandelingen grotendeels onaangetast hadden gelaten. In de vroege ochtend van 26 mei ondernam Andries Allertsz. met een dertigtal vrijbuiters een verkenningstocht. Bij Leiderdorp liepen ze in een hinderlaag, waarbij Andries Allertsz. sneuvelde, samen met vier vrijbuiters.
Later die dag kwamen de Spanjaarden tot aan de stadsmuren en namen al het grazende vee mee; ze hadden geleerd van het eerste beleg.
Willem van Oranje hoorde een maand na afloop van de nederlaag bij Mook. Het was hem op dat moment onduidelijk wat de bedoelingen waren van de Spanjaarden. Op 20 mei leek het erop dat zij het voorzien hadden op Gorcum of Zaltbommel. Spaanse soldaten waren inderdaad op weg naar Gorcum, maar toen zij zagen dat de stad goed versterkt was, gingen zij door naar de Betuwe. Op 26 mei werd Oranje geïnformeerd dat Spaanse soldaten, onder leiding van Valdez, gezien waren bij Leiderdorp en Leidschendam.
Op 29 mei deden Spanjaarden een vergeefse poging om Delft in te nemen, maar ze slaagden er wel in Den Haag te bezetten. Bernardino de Mendoza, een hoge Spaanse legerofficier, heeft een verslag nagelaten waarin hij de gebeurtenissen in de Nederlanden van 1567 tot 1577 beschreef. Hij vermeldt onder andere dat de Spaanse troepen in Den Haag gastvrij werden onthaald door katholieke inwoners en dat de Spanjaarden hoopten op een strenge winter, waarin ze de bevroren stadsgracht van Leiden zouden kunnen oversteken.
Begin juni was Leiden omsingeld door een 9.000 à 10.000 man sterk belegeringsleger. Anders dan tijdens de eerste belegering, sloten niet minder dan drie linies de stad aan de zuidkant af. Deze lagen van Ter Wadding via Lammen naar Leiderdorp, van Ter Wadding via de versterkte dorpen Voorschoten en Zoeterwoude naar Leiderdorp en de laatste van Den Haag, Voorburg, Leidschendam, Zoetermeer naar Benthuizen en Hazerswoude. Naast deze linies bezaten de Spanjaarden ook vooruitgeschoven posten, onder meer in het Westland. Zodoende was vrijwel heel zuidelijk Holland betrokken bij de belegering.
De belegeraars beschikten over een gordel van schansen die de stad omsloten en die nog werden uitgebreid. Aan de oostzijde waren de Rijn en de wegen daarlangs afgesloten door het tot fort omgevormde Leiderdorp. Dichter naar de stad, voorbij kasteel Rodenburg, lag de schans Roomburg. Met de klok mee lag de volgende schans ten zuiden van de stad bij Lammen, op een strategische plaats van waaruit de waterverbinding met Delft, Zoeterwoude en Leiderdorp, en de weg met Zoeterwoude, beheerst konden worden. De Leidenaren hadden getracht de bouw te verhinderen door een aanval met zes schepen maar dit was mislukt. De schans die de Spanjaarden bouwden was waarschijnlijk niet dezelfde als de schans die de stad bij Lammen had laten aanleggen. Die van de stad lag waarschijnlijk op de andere oever, aan de stadszijde. De Rijn en de wegen ten westen van de stad werden afgesloten door middel van de Waddingerschans en de schans bij het galgenveld die gereed kwam op 30 augustus.

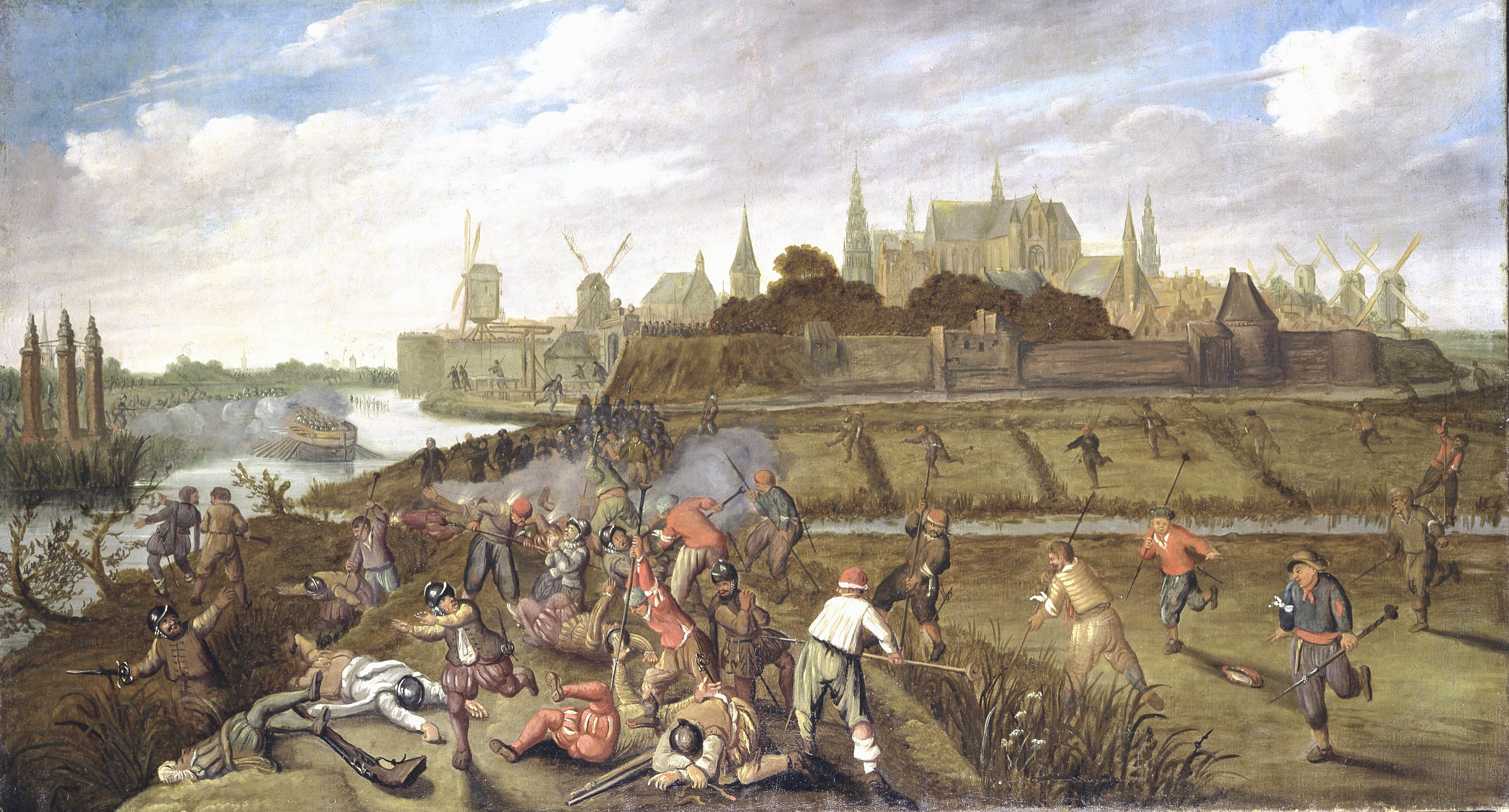
De uitval op de Boshuyserschans op 29 juli 1574. Spanjaarden worden door schutters en vrijbuiters, gemarkeerd met een witte band om de arm, gedood. Rechts springen vrijbuiters met behulp van verrejagers over de polderslootjes. Links een schip op de Rijn dat hevig vuurt op Spanjaarden bij het galgenveld. Maker anoniem, uit eerste helft van de zeventiende eeuw.

De Spanjaarden bouwden de volgende versterking in de gordel, de Boshuyserschans, als een vooruitgeschoven post. Vanaf half juli werd de stad vanuit die schans met musketten beschoten. Verder van de stad, ten zuidwesten, lag de Jaep Claesz. dubbelschans op het punt waar de Oude Vliet samenkwam met de Vliet. De Voskuil was een schans ten noordwesten van Leiden die de weg naar Oegstgeest en Rijnsburg beheerste. Nabij de Voskuil lag de schans aan de Poelbrug die de Leidenaren hadden opgeworpen. Op 7 juni kwam deze in de handen van de Spanjaarden waardoor zij de koolvelden onder vuur konden nemen. Dichter op de stad, bij de Rijnsburgerpoort, trachtten de belegeraars een vooruitgeschoven post op te richten, maar een uitval vanuit de stad verhinderde dit. Ten noorden van de stad lag de schans bij de Kwakel die de rivier de Mare bewaakte. Een andere schans in het noorden lag aan de Broekweg om het grote weiland onder controle te houden. In het noordoosten beheerste de schans aan de Dwarswetering de plek waar de vaart in de Zijl uitkwam.
Eind juli voerden de Leidenaren een grote uitval uit op de schans bij Boshuysen, van waaruit Spaanse troepen met musketten de stad constant in het vizier hielden. Een ieder die zijn hoofd boven de stadswal uitstak werd beschoten. Voorafgaand aan de uitval had het stadsbestuur beloningen in het vooruitzicht gesteld, zowel voor de eersten die de schans wisten te bereiken als voor inwoners die een hoofd terugbrachten. Twee hoofden werden na de aanval ingeleverd waarvoor de bezorgers een geldbedrag kregen. De aanvallers maakten gebruik van flessen, gevuld met buskruit en zwavel, die met een aangestoken lont naar de Spaanse troepen werden geworpen. Ondanks het succes werden hierna geen nieuwe uitvallen meer gepleegd. Volgens Mendoza kwam dat door de verslechterende situatie in de stad: "Het leek alsof de stad niet bewoond was, want niemand verliet de stad of vertoonde zich op de muren".

### Situatie in Leiden

#### Mei–juli 1574

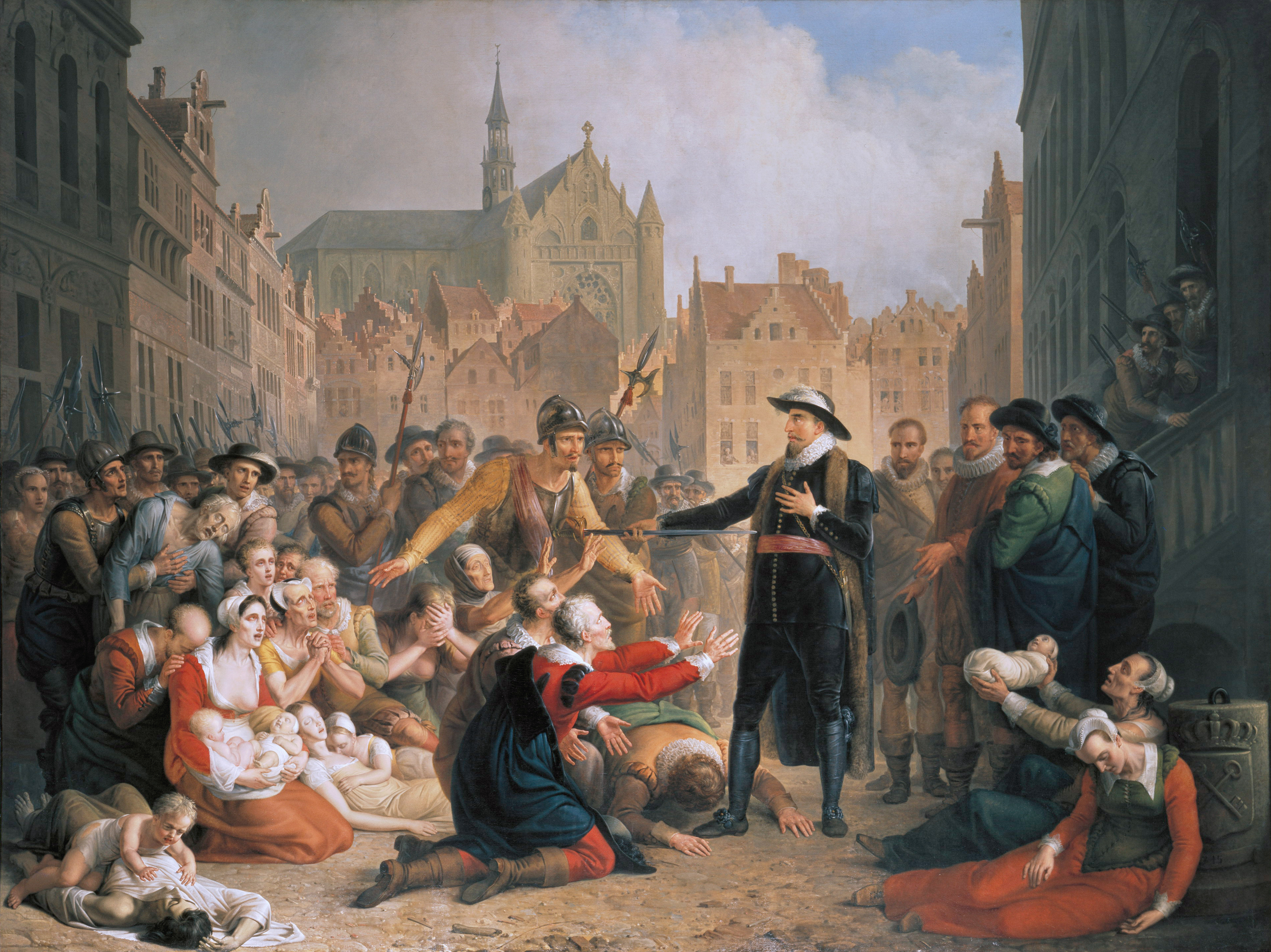
Eerste burgemeester Van der Werff biedt zijn lichaam aan als voedsel voor de hongerige bevolking van Leiden, als zij zich maar niet zou overgeven aan de Spanjaarden. Deze bekende scene is in werkelijkheid niet voorgevallen en is bedacht om na de belegering de reputatie van de burgemeester op te poetsen. Geschilderd door Mattheus Ignatius van Bree in 1816 of 1817.

De voedselvoorraden waren door nalatigheid van het stadsbestuur niet op peil gebracht na de eerste belegering. Om te voorkomen dat schaarste zou leiden tot sterke prijsstijgingen stelde het bestuur eind mei voedselprijzen vast voor boter, kaas, rogge en tarwe. In juni lukte het geuzen en Leidenaren om schepen met voedsel de stad binnen te krijgen. De lading van de schepen, die door de geuzen veroverd waren, bestond uit hammen, bier, boter, manden met mondvoorraad, buskruit en kleding.
De militaire gouverneur Noyelles was na het eerste beleg ontslagen vanwege losbandig gedrag. Oranje verving hem door Dirk van Bronkhorst. Hoewel de stad eigenlijk te weinig militairen bezat voor tegenacties, werd een groep Engelse soldaten de toegang tot de stad geweigerd. Dit om overlast te voorkomen. Op 29 mei nam Jan van der Does de leiding van de vrijbuiters over van de gesneuvelde Andries Allertsz. Kort daarop werden de vrijbuiters uitgebreid met een nieuwe groep, bestaande uit 151 Leidenaars, geleid door Johan van Duvenvoirde van Warmond.
Eind juni nam de onrust onder de bevolking toe. Militair gouverneur Dirk van Bronkhorst liet hierop een galg voor het stadhuis plaatsen als afschrikmiddel. Verder ging het stadsbestuur vanaf 3 juli brood uitdelen aan de armen. De bedeelden konden kiezen om hiervoor te betalen of als tegenprestatie te werken aan de vesten. Burgers werden tevens verplicht om een eventueel overschot aan graan over te dragen aan het stadsbestuur, zodat dit herverdeeld kon worden. Er werden huiszoekingen gedaan om te controleren of mensen geen voedsel achterhielden.
Om voedsel te besparen werden op 6 juli katholieke glippers opgeroepen de stad te verlaten. Ditmaal werd erbij vermeld dat – in tegenstelling tot wat in 1572 gebeurd was – hun goederen niet geconfisqueerd zouden worden. Vrouwen van wie de man de stad was ontvlucht werden gedwongen om met hun kinderen te vertrekken. De mannen zouden de Spanjaarden hebben geholpen. Er zijn twee gevallen bekend van vrouwen met kinderen die, nadat zij de stad waren uitgezet, werden opgewacht door aanhangers van het bewind van Filips II. De groepen moesten zich uitkleden en naakt terugkeren naar de stad. In beide gevallen werden zij weer in de stad toegelaten.
Rond 10 juli brak de pest uit in de stad. Ondertussen werden verdere maatregelen genomen om voedsel te besparen: vanaf 1 augustus mocht zoete melk niet meer los verkocht worden en mocht het alleen nog worden gebruikt om boter en kaas te maken. Het restproduct karnemelk mocht wel verkocht worden. Daarnaast werd opgetreden tegen het verkopen van groente op de zwarte markt. Blijkbaar waren er nog groenten beschikbaar die mogelijk binnen de stad werden geteeld of van sommige kooltuinen buiten de stad afkomstig waren.
Het gros van de glippers was alleen uitgeweken om de uitkomst van de belegering af te wachten. Slechts enkelen van hen heulden actief met de Spanjaarden en schreven brieven aan het stadsbestuur. Daarin probeerden ze de bestuurders ervan te overtuigen dat de situatie uitzichtloos was en dat het beter zou zijn om de stad over te geven, zoals begin september zou blijken.
Ondanks de druk dacht de harde kern van het Leidse bestuur niet aan overgave. Deze groep bestond onder anderen uit: Jan van der Does, verantwoordelijk voor de stadsverdediging, stadssecretaris Jan van Hout en militair gouverneur Dirk van Bronkhorst. Zij vormden een minderheid maar waren vurige pleitbezorgers voor het voortzetten van het verzet. De overige bestuurders behoorden tot de afwachtende middengroep en waren eerder handhavers van de gevestigde orde dan bestuurlijke vernieuwers. Warm liepen zij niet voor de Opstand. Leden van de harde kern stonden in contact met geuzen buiten de muren met behulp van postduiven.

#### Augustus–oktober 1574

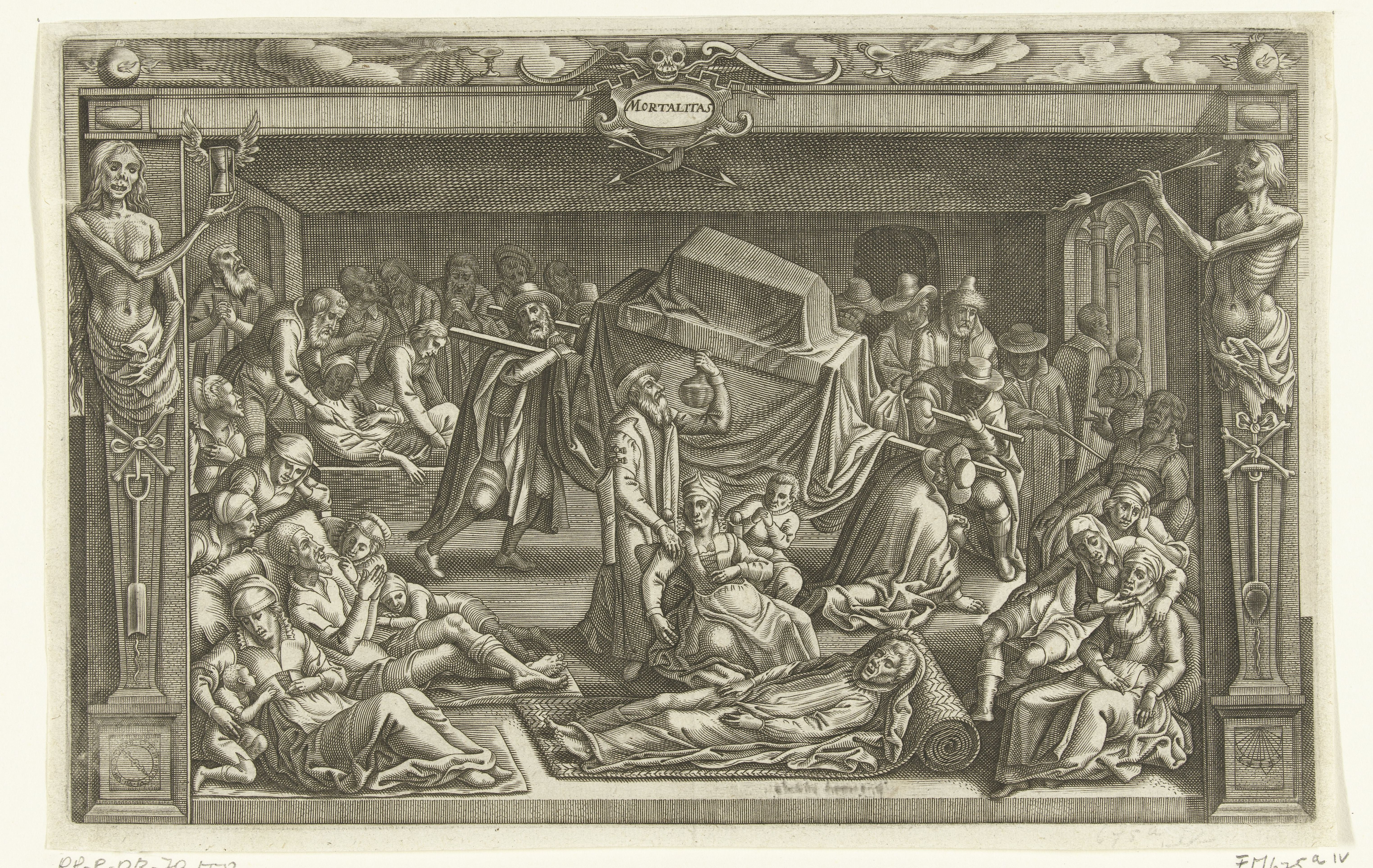
Weergave van de ellende in de stad die ontstond vanwege gebrek aan voedsel en de uitbraak van de pest. Prent uit 1612 – 1614, door Willem de Haen.

De situatie verslechterde toen op 5 augustus het brood voor de armen op was. In plaats van brood, ging het stadsbestuur over op het verstrekken van moutkoeken. Voor het eerst moesten nu ook personen uit de middenklasse en de rijken inleveren. Ze gingen geld lenen of kostbaarheden verkopen om aan voedsel te komen. Het stadsbestuur liet een volkstelling uitvoeren om te inventariseren hoeveel monden gevoed moesten worden. Hierbij werden 12.456 inwoners geteld. Ook zochten inspecteurs naar voorraden die inwoners misschien in huis hadden liggen. Blijkbaar hadden rijke Leidenaren nog voorraden waaruit ze konden putten.
Onder de vrijbuiters brak op 27 augustus een hongeroproer uit. Zij dreigden hun dienst op te zeggen en de stad te verlaten. Daarop werden opnieuw alle huizen doorzocht op voedsel. Alles wat niet binnen veertien dagen nodig was werd meegenomen zodat het uitgedeeld kon worden aan de armen. Voedsel mocht voortaan alleen gekocht worden als de eigen voorraad op was. Op 31 augustus was geen brood, kaas of groente meer voorhanden. Vanaf dat moment werden iedere dag tien of elf runderen geslacht en kreeg ieder gezin dat geen eten meer had per gezinslid twee pond vlees voor vier dagen. Toen het rundvlees op begon te raken werden ook paarden geslacht.
Op 5 september kwamen twee brieven binnen met vredesvoorstellen. Een brief kwam van een uitgeweken katholiek en de andere van Valdez, die beloofde het stadsbestuur gratie te schenken bij overgave. Van Bronkhorst lag op sterven en eerste burgemeester Van der Werff nam de leiding over. Vanwege de uitzichtloze situatie en de grote druk vanuit de bevolking, stelde hij voor om onderhandelingen aan te gaan. De grote meerderheid van de stadsbestuurders was daar voor, maar Jan en Jacob van der Does en Jan van Hout verzetten zich hevig. Zij wezen op de eed die gezworen was aan Willem van Oranje en verwezen naar Haarlem en Naarden, waar de bevolking was afgeslacht ondanks beloften van het tegendeel.
Drie dagen later kwam opnieuw een brief binnen, waarop de discussies zich verhevigden. Bronkhorst was intussen aan de pest overleden en werd als militair gouverneur opgevolgd door Jan van der Does en zijn aanverwant Jacob van der Does. Secretaris Jan van Hout bood een uitweg uit de impasse. Het was bekend dat het ontzet naderbij kwam. Van Hout vroeg alle bestuurders afzonderlijk om voor hun mening uit te komen en liet hun antwoord noteren. De meeste voorstanders van onderhandelen bonden in. Dat het weifelende stadsbestuur uiteindelijk standvastig bleef, was ook te danken aan de schutterij. Die zorgde niet alleen voor de verdediging van de stad, maar hield ook morrende en oproerige burgers in toom.

### Doorsteken van de dijken

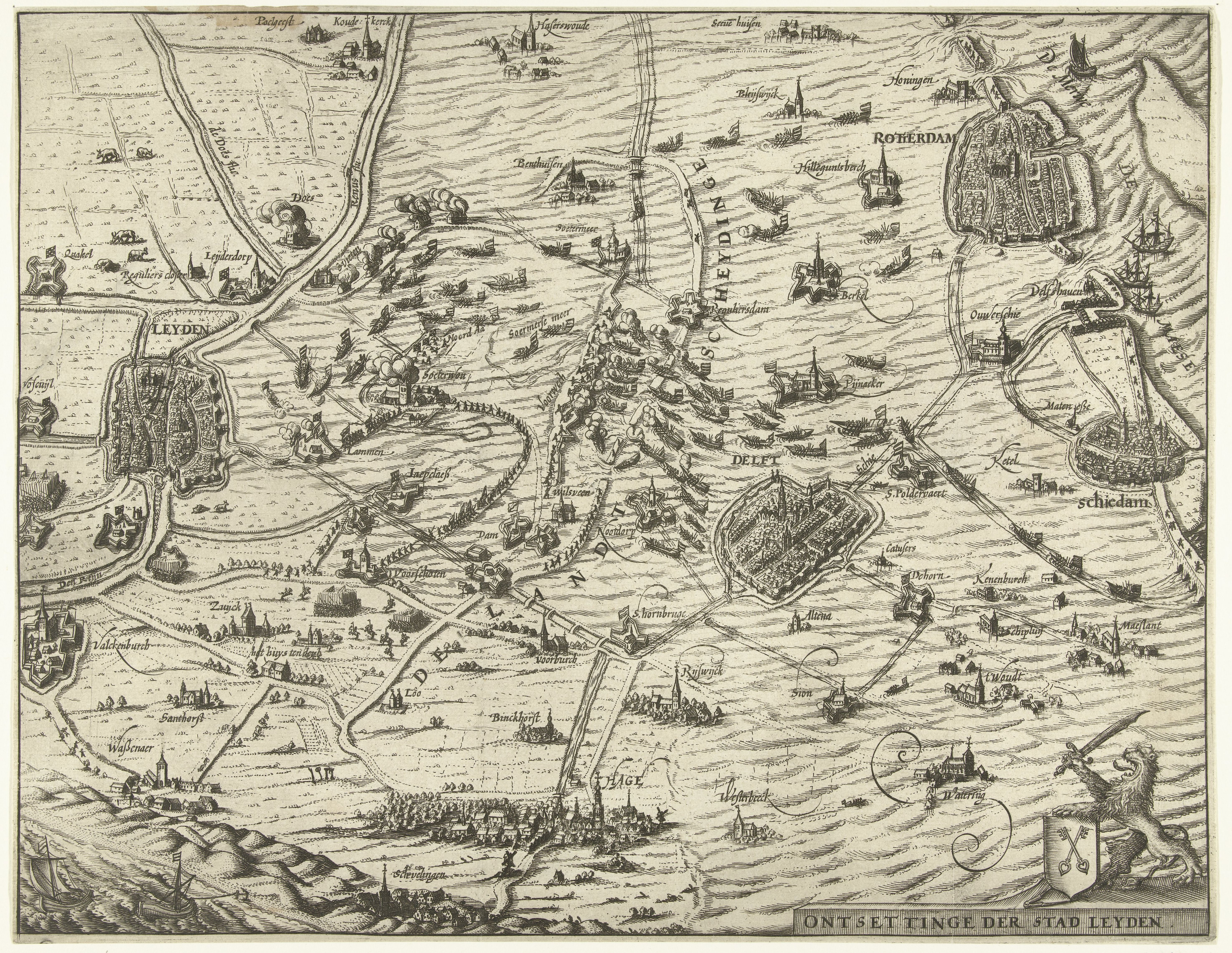
Na het doorsteken van de Hoge Zeedijk (rechtsboven) liep het land onder water en konden bootjes oprukken richting Leiden. Ets uit 1623-1625, maker anoniem.

Valdez had Leiden nagenoeg ingesloten en liet de blokkade gedurende de zomer versterken. Ondanks grootschalige desertie en dreigende muiterij in de Spaanse gelederen leek het slechts een kwestie van tijd voordat de stad zou vallen. In dat geval zou Delft ook onhoudbaar worden en zou de Opstand mogelijk de kop worden ingedrukt. Om dat te voorkomen zette Willem van Oranje alles op alles om Leiden te redden. Via postduiven informeerde hij de hongerende bevolking dat zij moest volhouden en dat hij de stad zou ontzetten.
Oranje liet meerdere opties bekijken om Leiden te bevrijden. Een frontale aanval op de Spaanse posities leek onmogelijk en hulp van de Franse hugenoten zou te lang op zich laten wachten. Met de landsadvocaat van Holland, Paulus Buys, overlegde Oranje of als wanhoopsdaad overgegaan kon worden tot inundaties. Het zou een riskante onderneming zijn. Het water moest vanuit de Maas en de Hollandse IJssel komen omdat die rivieren nog in handen waren van de opstandelingen. Een groot deel van het zuiden van Holland zou overstromen zonder de zekerheid dat het water het hoger gelegen Leiden zou bereiken. Dat zou afhangen van de wind en regenval. Tot slot was er een kans dat landerijen voorgoed zouden vergaan.
De Staten van Holland gaven, na twee maanden overleg en, mede door de overredingskracht van Paulus Buys, uiteindelijk op 30 juli toestemming om de dijken door te steken. Twee dagen later werd de plattelandsbevolking opgeroepen zich met have en goed te begeven naar de dichtstbijzijnde stad. 
Willem van Oranje wachtte niet tot het hele platteland was ontruimd. Op 3 augustus gaf hij opdracht de dijken langs de Maas en de Hollandse IJssel, bij Capelle aan den IJssel, IJsselmonde en Rotterdam, op zestien plaatsen door te steken. Het doorgraven van de dijken gebeurde gecontroleerd opdat de dijklichamen niet verzwakt zouden worden bij het binnenstromen van het water.
Uit angst dat hun huizen geplunderd zouden worden, hadden weinig plattelandsbewoners gehoor gegeven aan de oproep om naar de stad te vluchten. Op 7 augustus werd daarom een nieuwe oproep gedaan. Na 14 augustus werden ook de sluizen bij Vlaardingen, Schiedam en Rotterdam geopend. Om te zorgen dat het water de achterliggende gebieden zou bereiken moesten ook polderdijken doorgestoken worden. Dit werk werd uitgevoerd door honderden pioniers die door de dorpen en steden aangesteld werden. In een latere fase werden nog eens 640 pioniers geworven om de inundatie te versnellen.

### Aanval en bevrijding

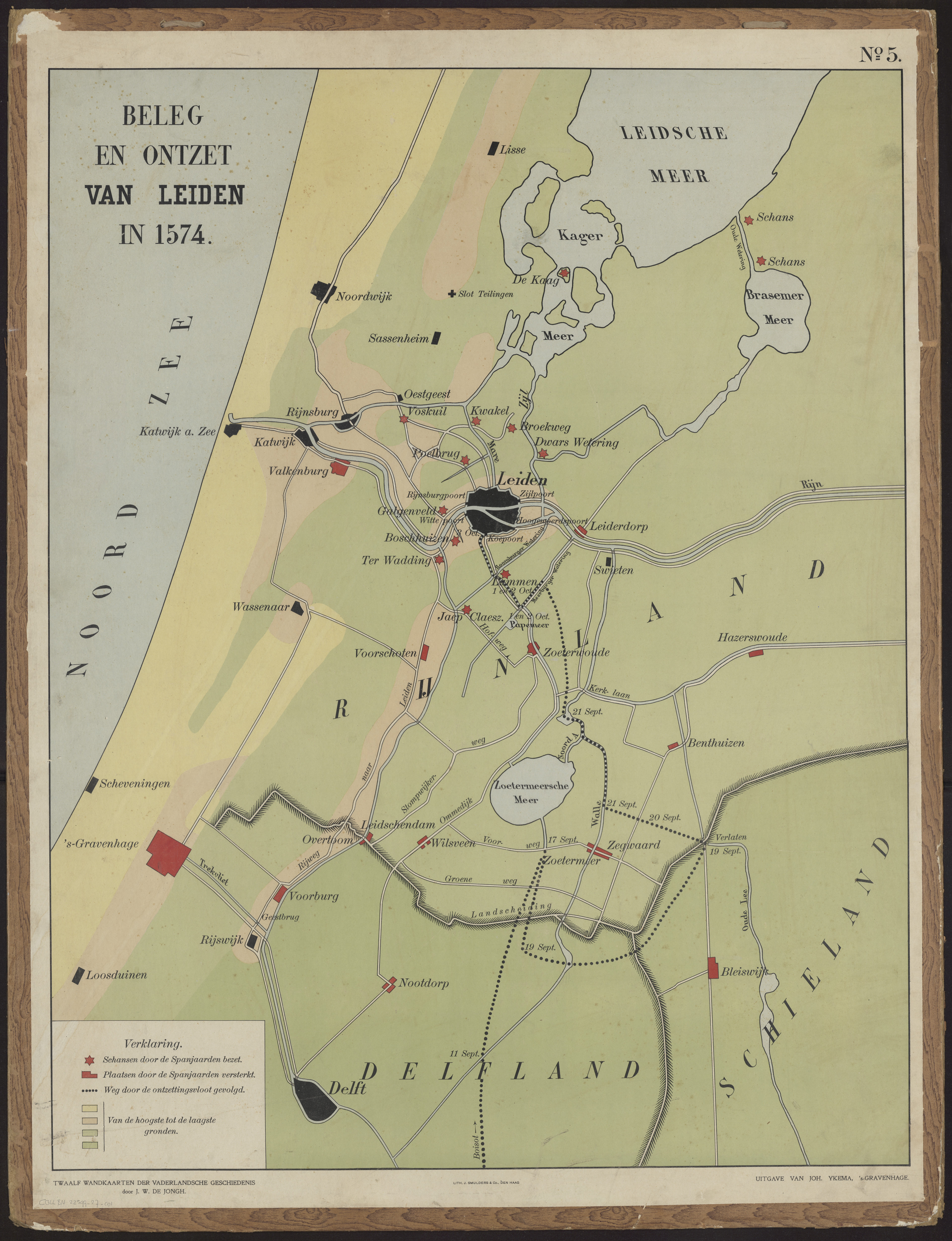
Met een stippellijn op de kaart is de opmars van de geuzenvloot weergegeven. Kaart van J.W. de Jongh circa 1900.

Na het doorsteken van de dijken werd begonnen met het samenstellen van een ontzettingsvloot. Daartoe werden platbodems verzameld, als kaagschuiten, korenschuiten en turfponten, die waarschijnlijk in de wijde omtrek werden gevorderd. Binnen een maand was een vloot gevormd van 320 schepen, waarvan een deel bestemd was voor de aanval en een deel voor het transport. Willem van Oranje stelde Louis de Boisot, de luitenant-admiraal van Zeeland, aan als bevelhebber.

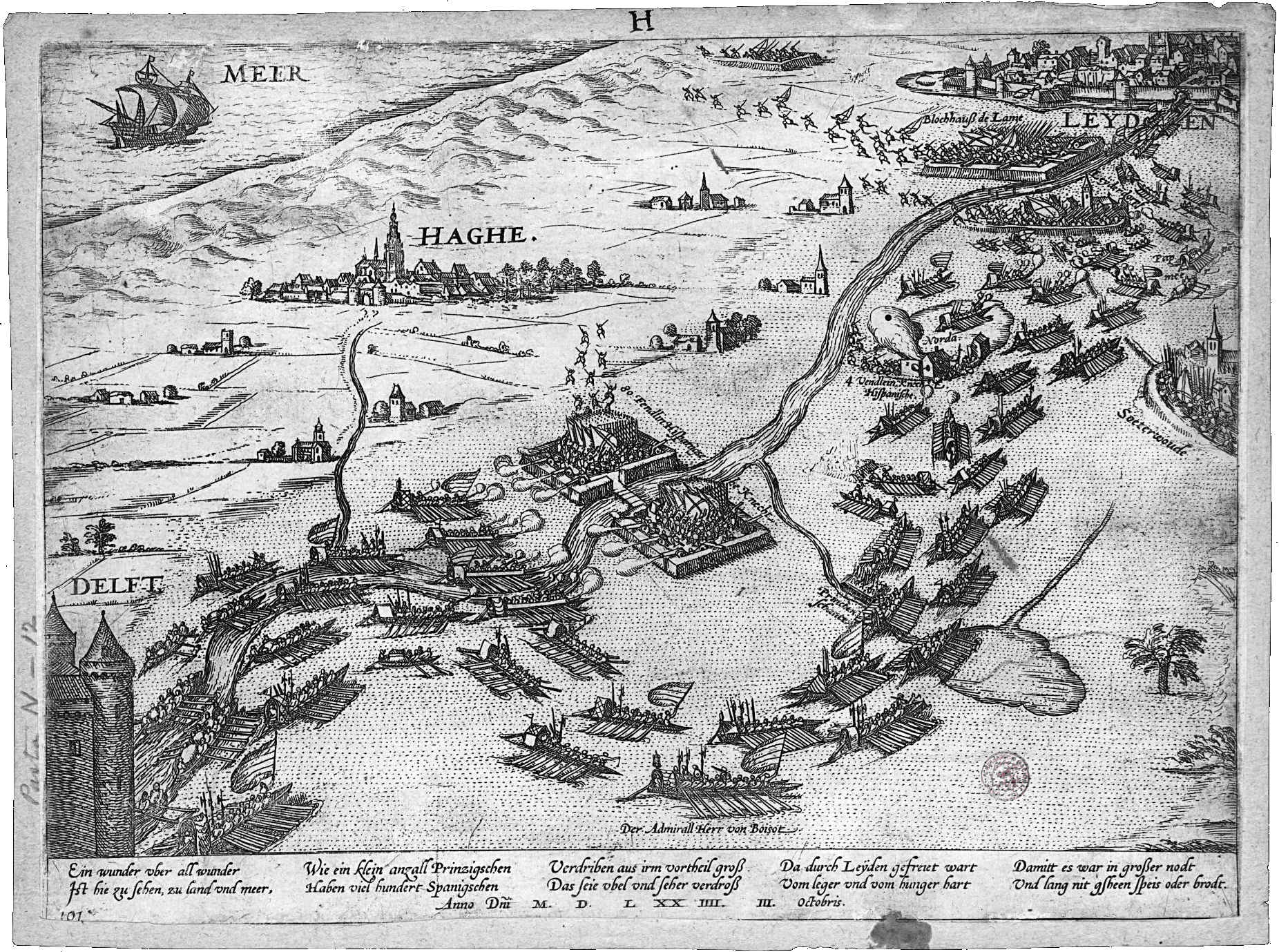
Inundatiegebied in de driehoek Leiden-Zoeterwoude-Delft, op een kaart uit 1574 van Frans Hogenberg

De vloot van Boisot bestond uit zeventig galeien, bewapend met kleine, lichte kanonnen als bassen en gotelingen. De transportvloot telde 250 kleine vaartuigen voor het vervoer van soldaten, oorlogstuig, en levensmiddelen voor de aanvalsmacht en voor de Leidenaren. Boisots strijdkrachten telden een kleine vierduizend man. Uit Vlissingen had hij achthonderd geuzen meegebracht en in diverse Hollandse steden waren vijfhonderd bootsgezellen geworven. Het grootste deel van zijn leger bestond echter uit dertien compagnieën van elk tweehonderd Franse, Schotse, Duitse of Waalse huurlingen. Verder stonden 2100 roeiers tot zijn beschikking en een aantal pioniers voor het doorsteken van dijken.
Op 10 september was het water voldoende gestegen en kon de vloot vanuit Rotterdam vertrekken. Op 11 september veroverde Boisot na hevige gevechten de Landscheiding, een lange hooggelegen weg, tussen Rijnland en Delfland. Deze moest doorgraven worden om het water in Rijnland te laten rijzen. In de nacht van 15 op 16 september liet Willem van Oranje boden een brief naar het Leidse stadsbestuur brengen waarin hij meldde dat de Landscheiding was doorgestoken en waarin hij de stad opriep om vol te houden. Om het moreel hoog te houden maakte het stadsbestuur de inhoud van de brief bekend aan de bevolking.
Tussen de Landscheiding en Leiden lagen nog twee verhoogde wegen, de Groeneweg en de Voorweg. Boisot veroverde de Groeneweg op 12 september, maar zijn troepen leden een nederlaag bij de Voorweg, net voor het Zoetermeerse Meer, waar Valdez zich goed had verschanst. Op aanraden van mannen die vertrouwd waren met de omgeving, onderzocht Boisot met een verkenningseskader de mogelijkheid om in een omtrekkende beweging voorbij de troepen van Valdez te komen. Op hun route stuitten zij op 19 september op een onbewaakte dijk van Rijnland die meteen doorgestoken werd. Een dag later kon de vloot doorvaren naar de Noord Aa, ten noorden van het Zoetermeerse meer. Daar stokte de opmars omdat het water niet hoog genoeg stond.

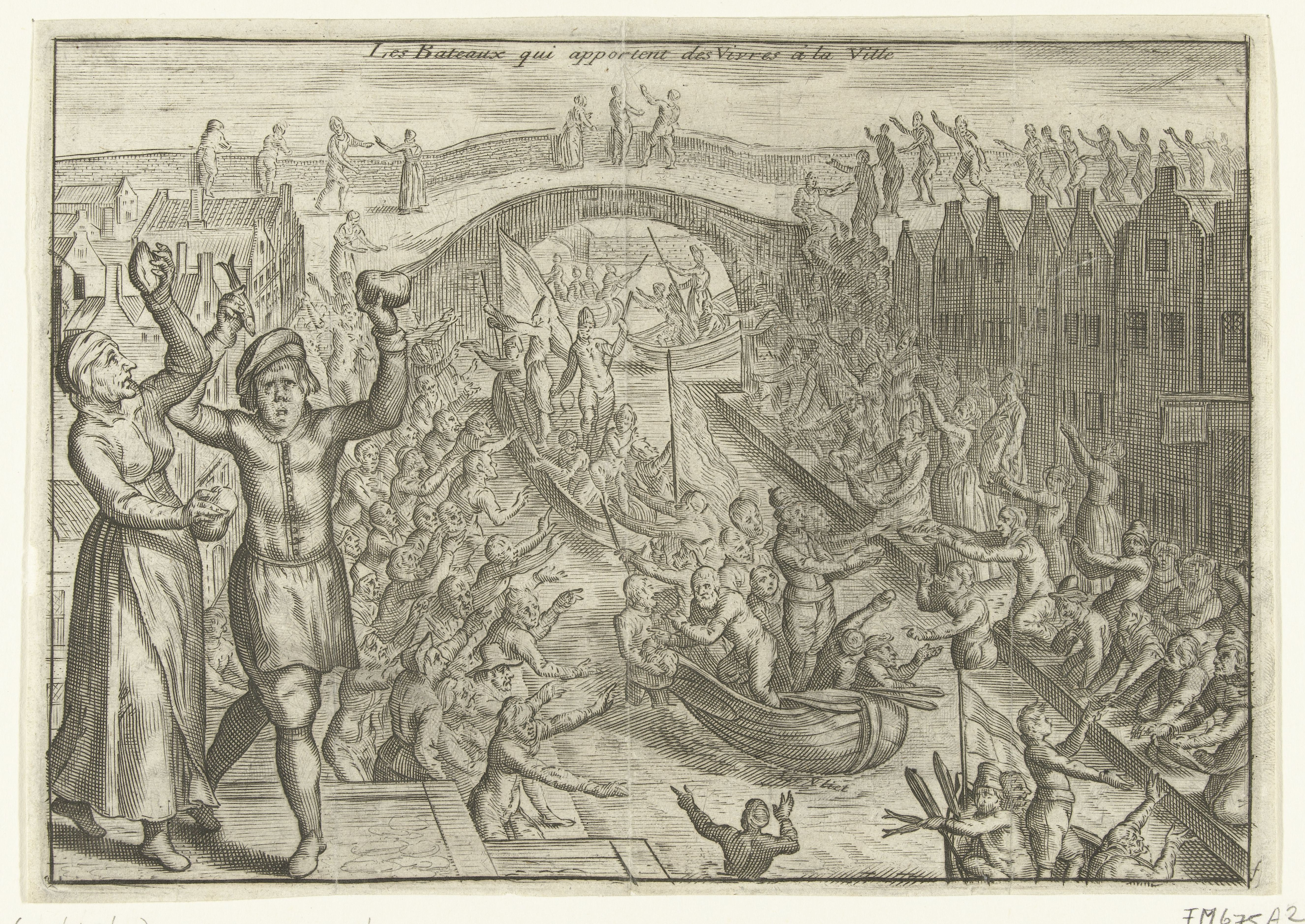
Soldaten delen eten uit vanuit bootjes na het ontzet. Prent uit 1612-1614 door Willem de Haen.

Na verloop van tijd draaide de wind naar het zuidwesten en begon het dagenlang te regenen. De wind wakkerde aan tot stormachtig en stuwde het water zo sterk op op dat het waterpeil op 1 oktober hoog genoeg was. De Spaanse troepen werden door het stijgende water uit hun stellingen verdreven en Valdez trok zich terug op Zoeterwoude waar hij de dijken verhoogde. Volgens hem was het platteland verworden tot een oceaan. Een combinatie van stijgend water en onophoudelijk artillerievuur vanuit de vloot van Boisot dwong hem om ook deze positie op te geven, waardoor de vloot de opmars kon voortzetten. De laatste grote schans die nog gepasseerd moest worden was de Lammenschans en deze werd in de nacht van 2 op 3 oktober op bevel van Valdez door de Spanjaarden verlaten.
Na het aanbreken van de dag voeren de bevoorradingsschepen de stad binnen. De levensmiddelen werden aan wal gebracht en vervolgens vanuit het St. Jacobsgasthuis verdeeld. Mannen, vrouwen en kinderen kregen allen een half brood, met een stuk kaas en een pekelharing. Velen zouden zich daaraan dood gegeten hebben omdat zij al lang geen brood meer gegeten hadden waardoor hun spijsvertering de overvloed niet aankon.
Het beleg van Leiden wordt door sommige historici gezien als het meest heroïsche beleg tijdens de Opstand, en het ontzet was voor het verdere verloop van de vrijheidsstrijd van doorslaggevende betekenis. Om de zege mogelijk te maken hadden de inwoners echter grote offers moeten brengen. De schattingen van het aantal slachtoffers dat tijdens het beleg is gevallen, lopen uiteen van ruim 2000 tot bijna 6000. Op een inwoneraantal van zo'n 14.000 betekent dit in ieder geval dat het beleg is uitgelopen op een humanitaire ramp. De meeste slachtoffers vielen in de laatste maanden, door ondervoeding of aan de pest. Alle bevolkingsgroepen hadden het zwaar te verduren, maar de armsten onder hen werden het hardst getroffen.

## Nasleep

### Gevolgen voor Leiden

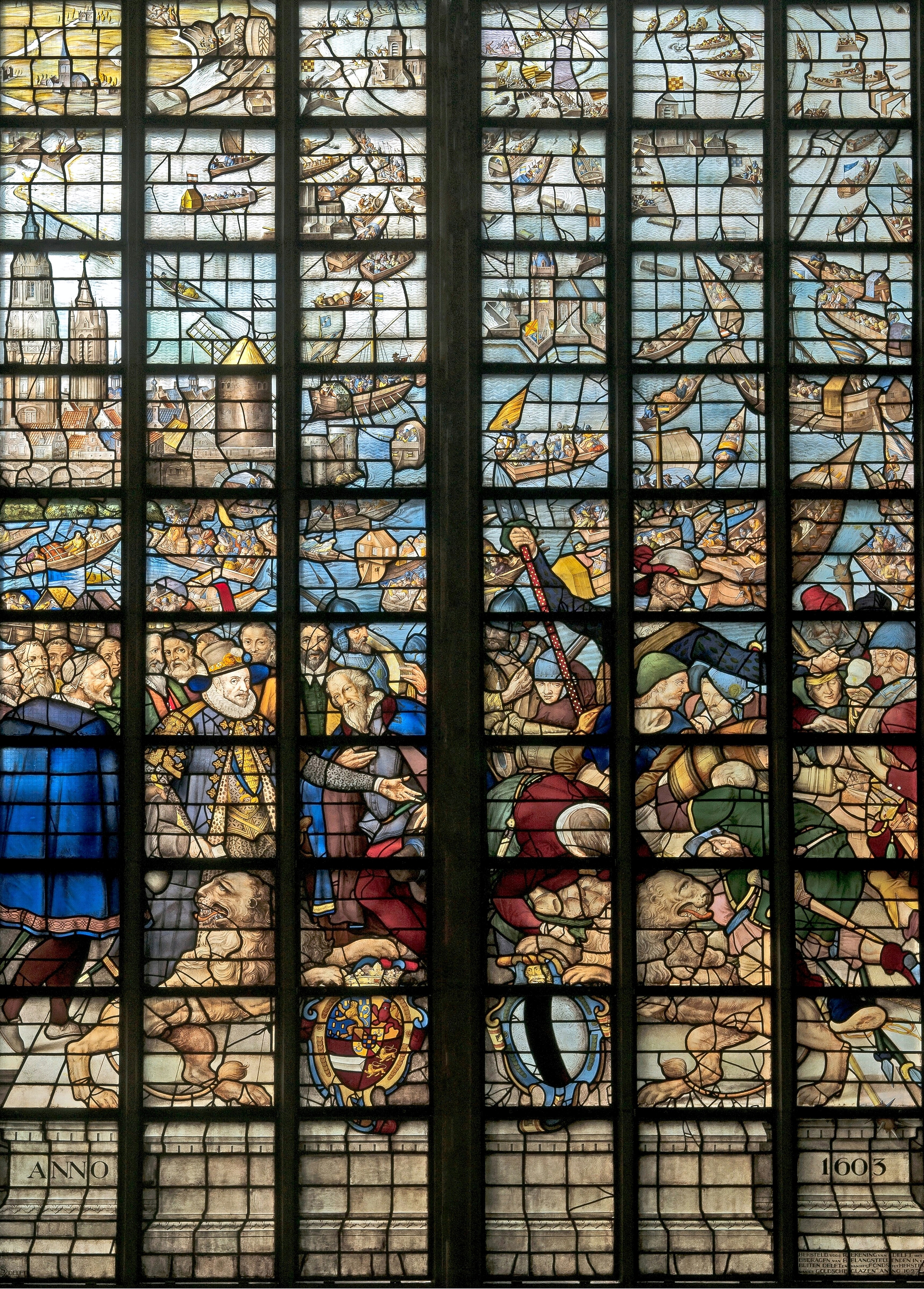
Uitsnede van een gebrandschilderd glas-in-loodraam van de Sint-Janskerk in Gouda, waarop Willem van Oranje en het ondergelopen land staan afgebeeld tijdens het beleg van Leiden.

Enkele dagen na het ontzet benoemde Willem van Oranje in Leiden vier nieuwe burgemeesters en acht nieuwe schepenen. Het stadsbestuur werd hierdoor versterkt met personen van wie Oranje wist dat zij de opstand ten volle ondersteunden. Daarnaast bracht hij het aantal leden van de Veertigraad, waaruit de burgemeesters gekozen werden, omlaag naar achtentwintig. De ingrepen waren een schending van de stedelijke privileges, maar Oranje vond de zuivering nodig omdat de stad bijna was overgegeven aan Valdez.
Bij deze zuivering moest de wankelmoedige Van der Werff het veld ruimen als burgemeester; hij bleef wel lid van de Veertigraad. De voornaamste spreekbuis van degenen die neigden naar onderhandelen, de katholieke Jan van Baersdorp, moest niet alleen het burgemeesterschap opgeven, hij werd ook uit de Veertigraad verwijderd. Niet alle katholieken werden uit de raad verwijderd, maar wel kregen de haviken de meerderheid in het stadsbestuur.
Als bekroning van het volhouden stelde Willem van Oranje aan de Staten van Holland en Zeeland voor om de eerste universiteit van de opstandelingen te vestigen in Leiden. De Staten gingen daarmee akkoord en op 8 februari 1575 werd de Universiteit Leiden in de Pieterskerk ingewijd.
Bij het sluiten van de Pacificatie van Gent in 1576 werd het aantal raadsleden in Leiden weer teruggebracht tot veertig. Ook mochten glippers vanaf toen terugkeren naar de stad en kregen zij hun geconfisqueerde goederen terug, op voorwaarde dat zij trouw beloofden aan de prins van Oranje.

### Gevolgen voor de omgeving
De belegering en de bevrijding van Leiden hadden grote gevolgen voor de omgeving van de stad. Tijdens het beleg verwoestten beide partijen vele gebouwen om te voorkomen dat de ander er voordeel van kon hebben. De opstandelingen ruïneerden kloosters rond Delft en in het Westland, waaronder de abdij van Loosduinen, kasteel Kenenburg bij Schipluiden, kloosters in Warmond en de abdij van Leeuwenhorst te Noordwijkerhout. De Spanjaarden verwoestten het Huis te Warmond en het kasteel van Egmond. In een aantal andere gevallen, zoals in Rijnsburg, is het niet duidelijk welke partij de verwoesting heeft aangericht.
Daarnaast maakten beide partijen zich schuldig aan gewelddadigheden tegen boeren en burgers. Zo werden Pijnacker, Westzaandam en het dorp Egmond door Spanjaarden in brand gestoken. De geuzen vernielden Capelle aan den IJssel en Delfshaven, en beide partijen staken delen van Waddinxveen in brand. Ook was er sprake van berovingen. In Monster bijvoorbeeld werden er in 1573 33 plunderingen en roverijen genoteerd en 60 in 1574; in omliggende dorpen was het waarschijnlijk niet anders.
Door de onderwaterzettingen waren boeren van hun land verdreven. Hun oogsten gingen voor jaren verloren. Gewaarschuwde boeren die overtuigd katholiek waren, trokken met hun vee naar Haarlem of Amsterdam. Anderen gingen naar het hoger gelegen Noordwijk als ze in de buurt van Leiden woonden. Een Leidenaar berichtte dat hij daar meer dan duizend beesten had gezien. Als hun boerderij verder weg lag trokken ze naar Delft, Rotterdam of Gouda, waar de straten na enige tijd ook onder water stonden. Van de andere steden is het niet bekend, maar in Gouda werden de boeren alleen toegelaten als ze voldoende geld hadden om zich een jaar van voedsel te kunnen voorzien. Velen waren hierdoor gedwongen hun vee onder de prijs te verkopen. De Markt van Gouda rond het stadhuis leek door de vele dieren, hoewel het onder water stond, wel op een veemarkt.
De turfstekers konden hun werk niet meer doen. Plaatselijk vervoer was onmogelijk doordat de turfbootjes en andere scheepjes gevorderd waren. Ook vervoer door schepen met meer diepgang over de hoofdverkeersaders, als de Hollandse IJssel, de Gouwe en de Oude Rijn was niet mogelijk, doordat de vaarwegen vanwege de overstromingen niet zichtbaar waren. Sluizen waren dikwijls verlaten en overtomen soms geblokkeerd of kapotgeslagen. Over land waren de dijken niet meer berijdbaar door de doorstekingen.
Een dag na het ontzet van Leiden besloten de Staten van Holland tot herstel van de dijken. Begin 1575 waren de zestien gaten in de belangrijke Hoge Zeedijk van Schieland provisorisch gedicht. Grote delen van het binnendijkse land zouden echter nog jarenlang blank staan. Halverwege 1576 berichtte heer van Hiérges dat nog grote delen van het land onder water stonden. Naast het dichten van de dijken moesten ook alle bruggen, kades, wegen, sluizen, overtomen, poldermolens en verlaten hersteld worden. In 1578 werd begonnen aan het bevaarbaar maken van de waterwegen door het lichten van scheepswrakken. Tegen 1580 waren de meeste waterstaatkundige werken gereed, zodat het ongeveer zes jaar duurde voordat grote delen van zuidelijk Holland weer bruikbaar waren.

### Voortzetting van de strijd
Na het fiasco bij Leiden leek de kans op een snelle beëindiging van de Opstand voor Spanje verkeken. Don Luis de Requesens liet de koning weten dat het met de beschikbare tijd en geld onmogelijk was om de vierentwintig rebellerende Hollandse steden te veroveren. Alleen door heel Holland onder water te zetten, verwachtte Requesens de opstand te kunnen smoren. Filips II wilde hier echter niet aan beginnen. De actie zou onomkeerbaar zijn, steden die loyaal waren zouden getroffen worden en het zou slecht zijn voor de reputatie van Spanje. Wel kreeg de landvoogd toestemming van de koning om het Hollandse platteland af te branden. In de daaropvolgende maanden boekte het koninklijke leger successen met de verovering van Buren, Oudewater, Schoonhoven en Bommenede. Met deze snelheid had de opstand binnen een jaar neergeslagen kunnen worden.
Er volgden in het voorjaar van 1575 vredesbesprekingen en ondanks dat Filips II de rebellen een generaal pardon wilde geven, liepen de besprekingen op niets uit. De opstandelingen eisten meer macht voor de Staten-Generaal en eisten dat het protestantisme toegelaten werd. Op beide punten wilde Filips II niet instemmen. Progressie naar een vrede bleef uit en de financiële situatie van Spanje werd steeds nijpender, doordat de handel tussen de Amerika’s en Sevilla in een recessie belandde en de kosten van het staande leger enorm toegenomen waren na de hervatting van de oorlog met de Turken.
Op 1 september 1575 moest Spanje de betalingen aan de bankiers opschorten en raakte het bankroet. Hierdoor bleven betalingen aan het Spaanse leger in Vlaanderen ook uit en dat zorgde voor groeiende ontevredenheid onder de manschappen. Tot overmaat van ramp overleed Requesens, die nog enige autoriteit had over de troepen, op 5 maart 1576. Toen betalingen maanden later nog steeds uitbleven sloeg het leger aan het muiten. Nadat Zierikzee werd ingenomen op 13 juli 1576 verliet het leger de stad muitend en plunderde Aalst. Het garnizoen in de citadel van Antwerpen plunderde op haar beurt op 4 en 5 november het rijke Antwerpen, wat bekend kwam te staan als de Spaanse Furie.
Uit angst voor de muitende Spaanse troepen sloten de regeringsgezinde provincies, buiten Filips II om, in 1576 vrede met de opstandige provincies Holland en Zeeland, de Pacificatie van Gent. De provincies traden nu gezamenlijk op en benoemden eigenhandig een landvoogd. Filips II liet het hier niet bij zitten en gaf opdracht om zijn gezag te herstellen. De opstandelingen wisten in de opvolgende jaren grip te houden op de noordelijke Nederlanden, die in 1588 de Republiek der Zeven Verenigde Nederlanden zouden vormen. In 1648 werd de Vrede van Münster getekend.

## Het Beleg als onderwerp in de kunst

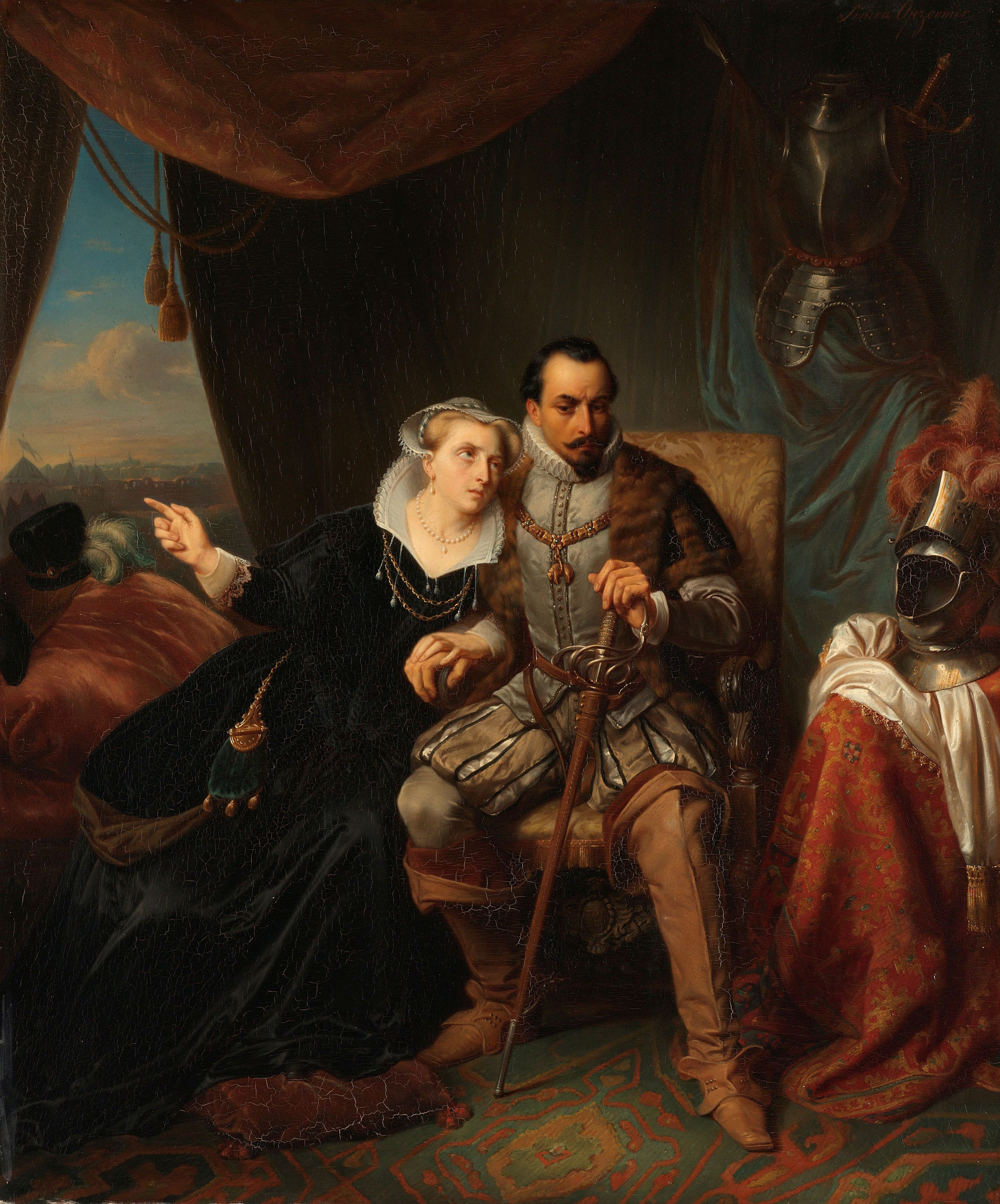
Magdalena Moons smeekt Valdez om de bestorming van Leiden een nacht uit te stellen. Een dag later werd Leiden ontzet. Deze bekende scene werd geïntroduceerd in een latere versie van het toneelspel van Reynier Bontius uit 1645, en berust waarschijnlijk niet op waarheid. Schilderij van Simon Opzoomer, 1840-1850.

Vanaf de 17e eeuw waren voorstellingen over belegeringen in de Republiek populair. Het beleg van Leiden vormde de belangrijkste inspiratiebron, vergeleken met andere belegeringen. Tussen 1606 en 1999 zijn achttien toneelspelen en zes muziekstukken met het beleg van Leiden als thema uitgebracht. Het Leidse stadsbestuur stimuleerde met subsidies opvoeringen die het beleg als thema hadden, dit ondanks kerkelijke tegenwerking. Regelmatig, waarschijnlijk om de zeven jaar, werd in de 17e eeuw tijdens de oktobermarkt een voorstelling over de belegering gehouden. Deze voorstellingen trokken veel bezoekers en de inkomsten daaruit waren voor weeskinderen.
Eind 1574 publiceerde Jan Fruytiers een dramatisch verslag van de gebeurtenissen die tijdens het beleg hadden plaatsgevonden. In 1577 volgde een herdruk en in deze versie werd voor het eerst beschreven hoe moedig en standvastig burgemeester Van der Werff zou zijn geweest en hoe hij zich aan de hongerige bevolking ter consumptie zou hebben aangeboden. Hij kreeg een heldenstatus, terwijl hij in werkelijkheid een weifelachtig bestuurder was. Door latere Leidse geschiedschrijvers is deze versie van het verhaal overgenomen. Toneelschrijver Jacob Duym gebruikte deze passage in het vroegst bewaard gebleven stuk over het Beleg, uitgegeven in 1606.
Andere schrijvers die een toneelstuk uitbrachten over de belegering waren Jacob van Zevencote in 1626, en Reynier Bontius in 1645. Dat van Bontius werd het succesvolste belegeringsstuk. Tot rond 1850 is het 104 keer gedrukt. Het werd na 1660 jaarlijks opgevoerd in de Amsterdamse Schouwburg. Dit stuk van Bontius was ook het eerste waarin aan Magdalena Moons een heldenrol werd toegedicht. Dat was nadat de Italiaanse historicus Famiano Strada in 1632 schreef over de rol die Moons gespeeld zou hebben; een verhaal dat in 1641 werd overgenomen door de Leidse schrijver Jan Jansz Orlers. Sindsdien werd zij uitgebeeld als verloofde of maîtresse van Valdez die hem ervan had weerhouden om de stad te bestormen. Dit verhaal is waarschijnlijk verzonnen; Valdez beschikte over te weinig geschut om een aanval op de stad uit te kunnen voeren.

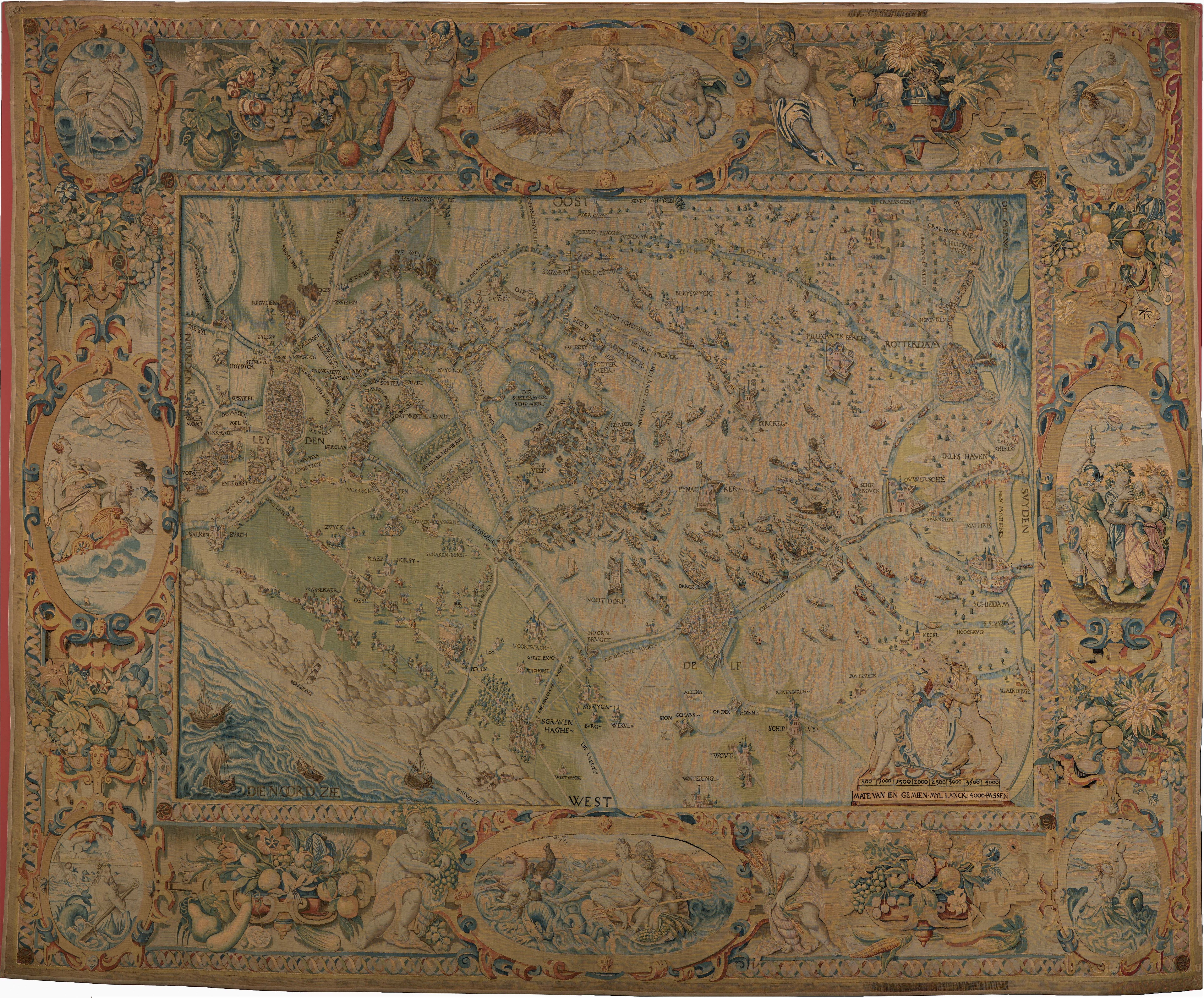
Een wandtapijt uit 1587 waarop meerdere gebeurtenissen van het ontzet staan afgebeeld. Door de Delftse wever Joost Jansz. Lanckaert vervaardigd in opdracht van het Leidse stadsbestuur.

In de 19e eeuw waren geschiedkundige toneelspelen populair vanwege het opkomende nationalisme. In deze periode zijn zeven toneelstukken en vier muziekspelen uitgebracht. Het populairst was "Het onzet der Stad Leyden" van M. Westerman in 1809. Dat was tussen 1810 en 1865 in Leiden het stuk dat het vaakst werd opgevoerd. Een opera met de titel "Le siège de Leyde" ging op 4 maart 1847 in première in de Koninklijke Schouwburg in Den Haag. Het initiatief hiertoe kwam van koning Willem II. Componist was Adolphe Vogel en Hippolyte Lucas schreef het libretto.
Ook in het buitenland bestond interesse in het verhaal. In Duitsland verscheen in 1852 het stuk "Vaterland über alles! Oder: der Einsatz von Leyden", geschreven door J. von Plötz. In Engeland kwam datzelfde jaar het stuk "Waldeck or the Siege of Leyden" uit van Angiolo Slous. "L’Assedio di Leida, melodramma tragico" was een opera door Errico Petrella gecomponeerd, die in 1856 in première ging in Milaan.
Het ontzet is ook op andere manieren uitgebeeld. In 1587 bestelde het stadsbestuur een wandtapijt van 297 bij 366 cm met het ontzet als thema en in 1612 kwam daar nog een schilderij bij. Daarop werd het ontzet vergeleken met de verlossing van de joden uit de handen van de farao. De stad Leiden schonk in 1601 een gebrandschilderd glas-in-loodraam aan de Sint-Janskerk in Gouda met het beleg van Samaria door de Syriërs, als metafoor voor de belegering van Leiden.

## Herdenking

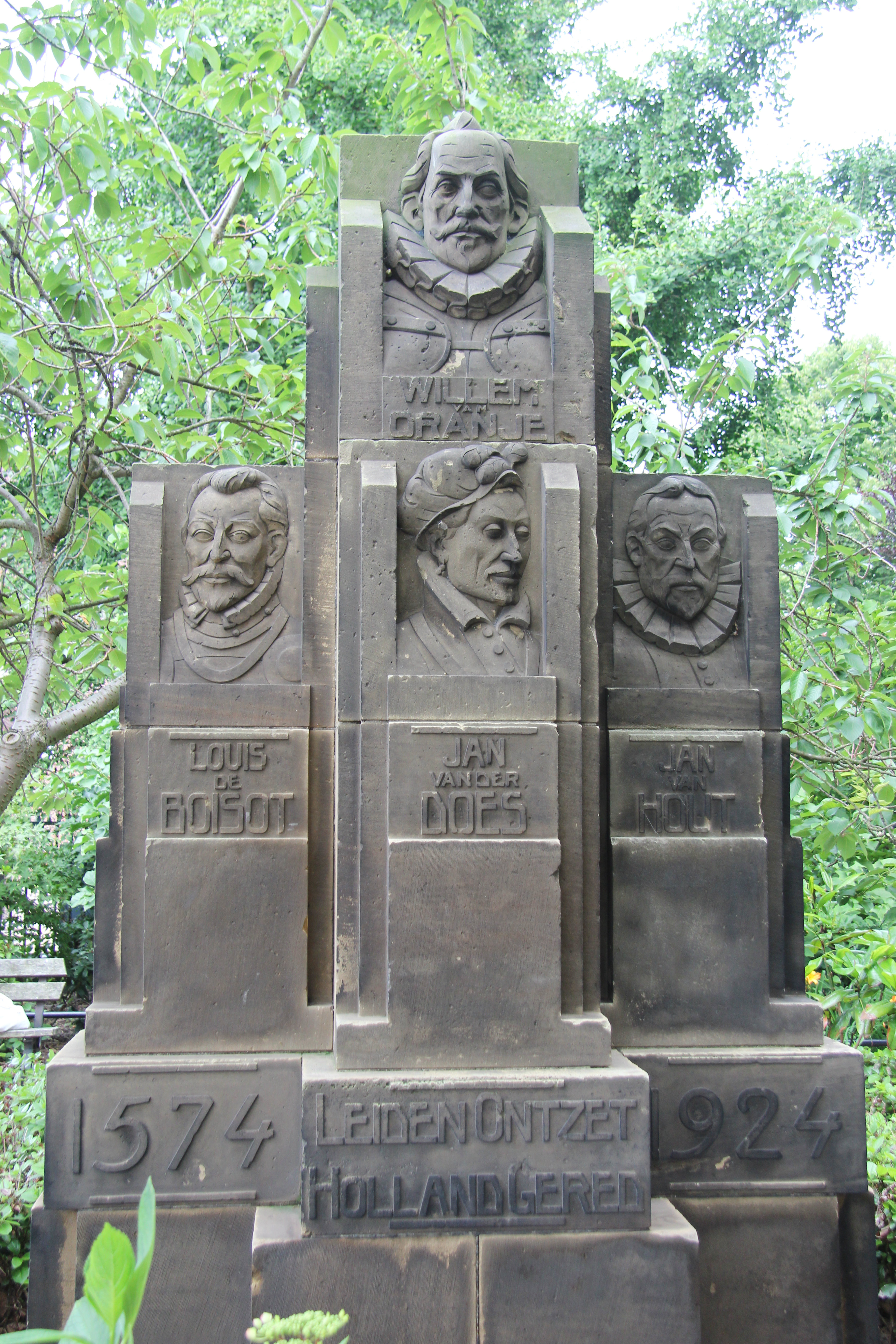
Monument voor Leidens Ontzet, vervaardigd door Johan Coenraad Altorf en onthuld op 3 oktober 1924 door koningin Wilhelmina

Op de dag van het ontzet vond een dienst plaats in de Pieterskerk. Sindsdien wordt elk jaar op 3 oktober in die kerk een herdenkingsdienst gehouden. Tot aan de 19e eeuw waren er daarnaast niet veel andere vormen van feestelijkheden of herdenkingen die met het ontzet te maken hadden. Bij het tweede eeuwfeest van het ontzet in 1774 was er een optocht met historische figuren als Willem van Oranje, burgemeester Van der Werff en Van Hout.
Tijdens de viering van het 250-jarig bestaan van de universiteit in 1825 deelden studenten haring en wittebrood uit, werd er een concert uitgevoerd en werd er vuurwerk afgestoken. Om de herinnering aan het beleg en ontzet levend te houden hielden studenten vanaf dat jaar ieder lustrum een voorstelling. Vanaf 1872 toonde het Museum De Lakenhal aan het ontzet gerelateerde voorwerpen, zoals de kookpot. Op 3 oktober 1884 werd een standbeeld voor Van der Werff opgericht in het naar hem vernoemde Van der Werfpark.
De toenemende belangstelling voor de gebeurtenissen uit 1573-1574 leidde op 13 mei 1886 tot de oprichting van de 3 October Vereeniging. Sinds haar oprichting draagt de vereniging zorg voor de jaarlijkse organisatie van alle officiële evenementen op 3 oktober (en als dit op een zondag valt op 4 oktober). Veel mensen die in Leiden werken zijn dan vrij, op de Waag wordt haring met wittebrood uitgedeeld en in de stad en wijde omgeving wordt hutspot met klapstuk gegeten.
Tijdens de 350ste viering van Leidens Ontzet op 3 oktober 1924 onthulde koningin Wilhelmina een monument ter ere van prominente figuren tijdens het ontzet van 1574. Het monument aan het Plantsoen, gemaakt door Johan Coenraad Altorf, draagt de beeltenissen van prins Willem van Oranje, stadssecretaris Jan van Hout, bevelhebber Jan van der Does en admiraal Louis de Boisot.

## Overblijfselen
Van het beleg en het ontzet van Leiden zijn meerdere sporen bewaard gebleven. Het Regionaal Archief Leiden bezit veel documenten van het stadsbestuur die de periode van het beleg beslaan. De belangrijkste stukken, de vroedschapsboeken met de notulen van de vergaderingen van 18 maart 1572 tot halverwege 1577 ontbreken echter. Waarschijnlijk is de periode wel beschreven maar zijn de stukken elders in veiligheid gebracht, en niet meer teruggebracht. De genomen besluiten die voor de bevolking van belang waren, zijn wel bewaard gebleven. Deze werden voorgelezen vanaf de stadhuistrap en vastgelegd in zogenaamde aflezingsboeken die gearchiveerd zijn. Een ander overblijfsel zijn de registers van de volkstelling van 7 augustus 1574. Daarnaast zijn er rekeningen overgebleven met uitgaven van het stadsbestuur, monsterrollen met het aantal soldaten, kwitanties voor de levering van voedsel en administraties van in beslag genomen kerkelijke goederen.
Het Regionaal Archief Leiden bewaart ook documenten die niet door het handelen van het stadsbestuur ontstaan zijn. Daartoe behoren onder meer brieven van admiraal Boisot aan Jan van der Does van 22 en 26 september 1574, het Dagverhaal – een verslag dat is opgeschreven door een onbekend persoon ten tijde van het beleg en een bundel stukken van burgemeester Van der Werff. Van der Werff bewaarde en schreef deze stukken om zijn inspanningen voor de Opstand vast te leggen voor het nageslacht.
Museum De Lakenhal heeft een aantal relicten in bezit die gerelateerd zijn aan het beleg en het ontzet. Een daarvan is de metalen kookpot die volgens de overlevering door de weesjongen Cornelis Joppenszoon werd gevonden toen hij ontdekte dat de Spanjaarden de Lammenschans verlaten hadden. Er zaten nog wortelen, uien, vlees en pastinaken in, teken dat de soldaten halsoverkop waren vertrokken. Deze ingrediënten doen vermoeden dat de soldaten hutspot hadden gegeten. Gerecht, kookpot en vinder groeiden uit tot symbolen voor het Leidens Ontzet. In Leiden en omstreken wordt traditioneel op 3 oktober hutspot gegeten en bij Station Leiden Lammenschans herinnert een standbeeld aan de vondst. Andere relicten in de collectie van het museum die zijn gevonden toen de Lammenschans verlaten was, zijn een aarden potje, een stuk van een Spaanse vaandel en een spel kaarten.
Tot 2020 heeft geen gericht archeologisch onderzoek plaatsgevonden naar de schansen die rondom Leiden hebben gelegen. Van de Spaanse Lammenschans was lange tijd niet bekend waar die precies gelegen heeft. In 1846 schreef Van der Aa dat deze bij de verbreding van het Rijn-Schiekanaal moet zijn verdwenen. De stadsarcheoloog van Leiden herhaalde dat vermoeden in 2012. De voorgenomen aanleg van de RijnlandRoute was een reden om opnieuw bronnenonderzoek uit te voeren. Uit bestudering van oude kaarten bleek, dat de ligging op de zuidoever van het Rijn-Schiekanaal gezocht moest worden. Aangezien die zijde niet vergraven was bij de verbreding, was de kans groot dat resten nog steeds aanwezig waren. Bij een opgraving die volgde in oktober 2020, vonden archeologen op de aangegeven plek resten van de Lammenschans, zoals een deel van een gracht en een aantal gebruiksvoorwerpen.

## Voetnoten
1. ↑  Ongetwijfeld waren het niet alleen koeien die buiten de stadsmuur graasden, maar ook geiten, schapen, ganzen en varkens, zoals overal elders bij (vesting)steden. Maar de koeien waren wel het meeste waard.
2. ↑  Vanwege ziekte had Bernardino de Mendoza de belegering niet van dichtbij meegemaakt maar vanaf het hoofdkwartier in Brussel. Zijn hoge positie verschafte hem veel gedetailleerde informatie over de belegering.